# Primera División de Panamá

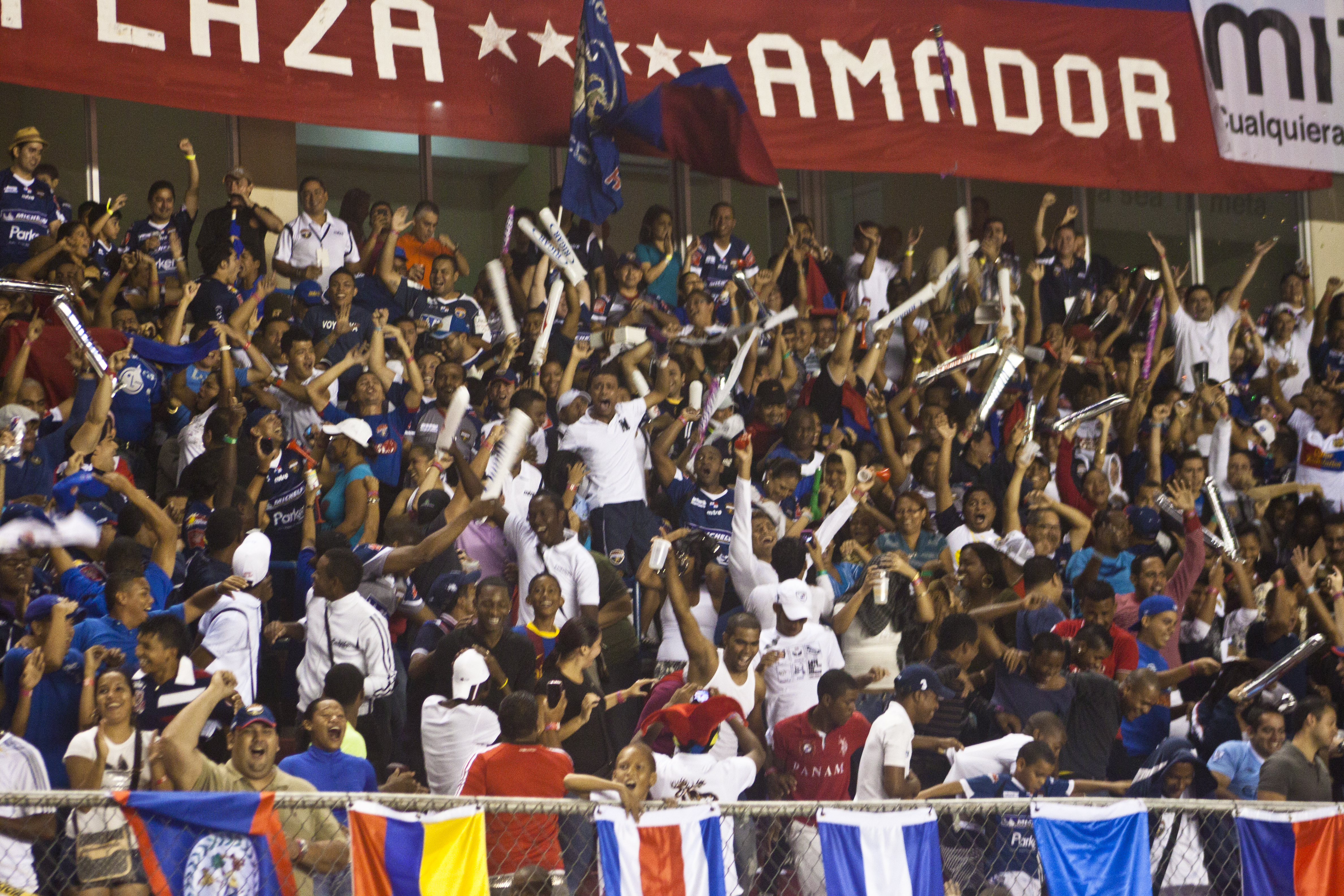
Semifinal del Apertura 2011, Barra del Plaza Amador.

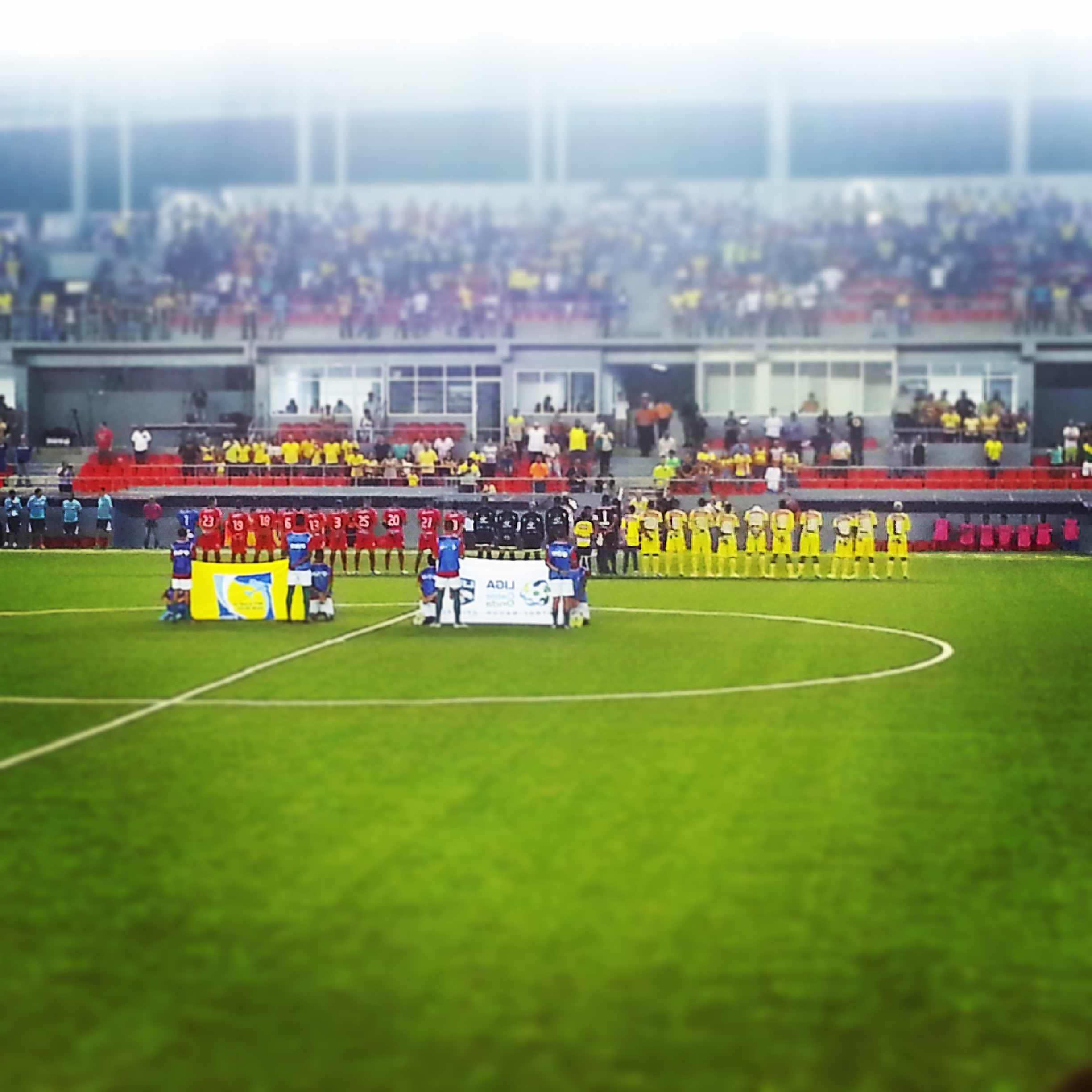
Semifinal del Apertura 2014, entre el Chorrillo FC y el San Francisco FC.

La Primera División de Panamá o sus iniciales LPF (oficialmente por motivos de patrocinio llamada Liga LPF Tigo) es el torneo local de fútbol panameño. Es la primera categoría del sistema de ligas de Panamá. Este torneo se divide en dos competiciones anuales (Apertura y Clausura). Está bajo la dirección de la Liga Panameña de Fútbol desde 2021.
Fue fundada bajo el nombre de Asociación Nacional Pro Fútbol o ANAPROF (por sus siglas), el 13 de enero de 1988 por un grupo de entusiastas como Giancarlo Gronchi, Jan Domburg, Edgar Plazas, Jorge Zelasny, Ángel Valero y Juan Carlos Delgado; en ese momento se llamó Comisión de Fútbol No Aficionado. Esta Comisión comienza las investigaciones y consultas con dirigentes, periodistas y otras personas especializadas en el tema y se logra la creación de la Anaprof. Años después por diversos motivos como la mala administración en 1993 se crea una liga paralela, llamada Linfuna (Liga Nacional de Fútbol No Aficionado) que tenía el aval internacional que la Anaprof había perdido, pero en 1996 se solucionan los problemas y ambas ligas se unifican y la Anaprof continua su desarrollo. En el 2001 se instaura el formato de un único campeón en el año, que es disputado entre los campeones de los torneros Clausura y Apertura del año respectivo, pero en el 2007, el formato de un único campeón en el año se termina, razón por la que se decide que en cada sección del año se constituya un campeonato nacional individual: Apertura y Clausura. Luego en el 2004 la liga aumenta a diez equipos. En el 2009 se le cambia el nombre a Liga Panameña de Fútbol y se le da una nueva imagen a la liga.
El Tauro con 16 títulos en sus vitrinas, es el equipo más laureado del país. En el segundo lugar está el Árabe Unido con 13 aunque el Árabe cuenta también con dos títulos de la desaparecida liga Linfuna que se disputó por 2 años en paralelo a la Anaprof, por lo que se le contabiliza como 15 títulos. Le sigue el San Francisco FC con 9 y el CD Plaza Amador es el cuarto con 8.
El "clásico" nacional es disputado entre los clubes Tauro FC y CD Plaza Amador.
Según la IFFHS en su informe anual de las Ligas más fuertes del mundo en 2019, la liga de Panamá en la Concacaf se encuentra 8.º lugar y 100.º del mundo, con 150,25 pts.

## Sistema de competición
A partir de la temporada 2001 se disputaron dos torneos "cortos", un Torneo de Clausura (generalmente entre los meses de febrero y junio) y un Torneo de Apertura (generalmente entre los meses de julio y noviembre). Desde el 2007 ambos son considerados campeones nacionales, de forma que existen dos campeones por temporada. Los primeros seis clubes en la tabla se clasifican, del tercero al sexto a un playoffs, en partido único, mientras que los dos primeros para las semifinales, en un partido de ida y vuelta, para llegar dos a la final, y decidir el campeón. En el 2009 los dos torneos fueron llamados Apertura debido a que la Federación se reestructuró y quiso ponerse a par que las demás ligas de la región, en hacer los torneos Apertura en la segunda mitad de año y el Clausura la primera mitad de año. Pero desde 2020, se retomó el formato anterior (sistema sudamericano) siendo así el Torneo de Apertura (generalmente entre los meses de enero y mayo) y un Torneo de Clausura (generalmente entre los meses de julio o agosto y diciembre).

### Descensos y ascensos
Desde el año 2011 se implementa el sistema de descenso y ascenso directo sin repechaje como se hizo hasta 2010. El peor equipo de la Liga Panameña de Fútbol sumado el torneo Apertura y Clausura desciende, mientras que el ganador de la Liga Nacional de Ascenso o LNA se establecía en la Primera División para la próxima temporada. Desde el 2021 el ganador de la Superfinal de la Liga Prom asciende a la máxima categoría y el último de la tabla acumulada, desciende a la Liga Prom.

### Competencia internacional
Los ganadores de los torneos de Apertura y Clausura participan desde 2008 en la Liga de Campeones de la Concacaf. En la temporada 2008-09 y 2009-10, los 2 ganadores avanzaron a la fase de grupos junto a los 4 equipos previamente clasificados en su grupo. Para la temporada 2010-11 dos clubes fueron a primera fase o preliminar, y un tercero (campeón del torneo pasado) paso directo a la fase de grupo. Para la temporada 2011-12 el campeón del LPF Apertura 2010 clasificó directo a fase de grupos y el campeón del LPF Clausura 2011 fue a la fase preliminar del Torneo. Desde la temporada 2012-13, el campeón de cada Torneo clasifica a la fase de grupos, como PAN1 y PAN2. Si el mismo club ganase Apertura y Clausura, este se convertirá automáticamente en PAN1, y PAN2 sería el subcampeón con mejor puntaje en ambos Torneos. Para el 2017 se le sumó un cupo más a Panamá debido a la suspensión de Guatemala por parte de la FIFA de las competencias internacionales, siendo así tres los representantes. Para la temporada 2018-19 se le sumó un cupo hasta a la liga siendo ahora cuatro representantes, PAN1 clasificaba directo a la Liga de Campeones, mientras que PAN2, PAN3 y PAN4 disputaban la Liga Concacaf. Para la temporada 2019-20 volvieron a ser tres los clasificados a competencias internacionales, pero en esta ocasión los tres clubes clasificaban a la Liga Concacaf hasta la edición 2022.

## Número de participantes
Cuando la Temporada inicio en 1988 solo había 6 equipos (equipos fundadores), se jugó a una sola temporada, en partidos de ida y vuelta (como actualmente en las ligas europeas). Luego pasó a tener 12 equipos cuando la LINFUNA y la ANAPROF se unieron en 1996-97. Los únicos equipos que han participado en todas las competencias de ANAPROF o LPF desde 1988 son el Tauro FC y el CD Plaza Amador.
En la temporada ANAPROF 1998-1999 la liga tuvo 10 equipos y se jugaron 18 partidos de ida y vuelta. En 2001, el formato anterior fue utilizado nuevamente, pero en ambas temporadas, Apertura y Clausura por primera vez en la primera ronda cada equipo juega sólo 9 partidos y no 18.
Después pasó a tener solo 8 equipos en el 2002, dividido en 2 grupos de 4, hasta el Clausura del 2003 que retoma el formato del 2002.
En el 2004 fue que la liga volvió a tener 10 equipos por temporada, hasta finales de 2020.
En la temporada 2021 la liga pasaría a tener 12 equipos con su proyecto de expansión, divididos en dos conferencias (Este y Oeste), se jugarán 16 partidos, 10 a ida y vuelta contra los equipos de su grupo y 6 partidos contra cada uno del grupo contrario.

## Equipos participantes
A lo largo de la historia de la competición han participado treinta y ocho equipos diferentes, siendo solamente dos los que han permanecido siempre en la primera categoría desde su edición inaugural. Se trata del C. D. Plaza Amador y Tauro F. C..
Además de los dos equipos antes mencionados que siempre han jugado en Primera División, solo hay otros dos equipos en Panamá que nunca hayan participado en una categoría inferior a la Segunda, participando también por tanto siempre en el fútbol profesional: San Francisco F.C. y C. D. Árabe Unido.
El campo de juego más antiguo de Panamá en la competición es el Estadio Agustín Muquita Sánchez, con orígenes en el año 1963 y utilizado por el San Francisco F. C. y el C. A. Independiente, superando por apenas siete años al Estadio Rommel Fernández Gutiérrez el principal estadio de fútbol del país, construido para los Juegos Centroamericanos y del Caribe de 1970. Por otro lado, el Estadio Maracaná (2014) del C. D. Plaza Amador, y el Estadio Universitario (2021) de Penonomé, este último de carácter privado, son los más novedosos recintos de la competición.
La distribución de los clubes participantes de la temporada 2025:
| Equipos de la temporada 2025         |         |            |
| Club                                 | Debut   | Presencias |
| Alianza Fútbol Club                  | 1989    | 57         |
| Club Atlético Independiente          | 2013-14 | 21         |
| Club Deportivo Plaza Amador          | 1988    | 63         |
| Club Deportivo Universitario         | 2001    | 50         |
| Deportivo Árabe Unido                | 1996-97 | 55         |
| Herrera Fútbol Club                  | 2021    | 10         |
| San Francisco Fútbol Club            | 1992    | 59         |
| Sociedad Deportiva Atlético Nacional | 2006    | 7          |
| Sporting San Miguelito               | 1997-98 | 54         |
| Tauro Fútbol Club                    | 1988    | 63         |
| Umecit Fútbol Club                   | 2023    | 6          |
| Veraguas United Fútbol Club          | 2022    | 8          |

- Datos actualizados al: Torneo Clausura 2025.

Nota: La provincia de Panamá, no cuenta con una bandera como tal. Es por ello, que se utiliza la bandera de Panamá.
| Nombre                 | Ciudad               | Fundación                | Estadio                         | Capacidad |
| ---------------------- | -------------------- | ------------------------ | ------------------------------- | --------- |
| Alianza FC             | Ciudad de Panamá     | 2 de marzo de 1963       | Rommel Fernández Gutiérrez      | 23,000    |
| CA Independiente       | La Chorrera          | 12 de febrero de 1982    | Agustín Muquita Sánchez         | 3,000     |
| CD Plaza Amador        | Ciudad de Panamá     | 19 de abril de 1955      | COS Sports Plaza                | 1,100     |
| CD Universitario       | Penonomé             | 12 de junio de 2018      | Universidad Latina              | 4,700     |
| Deportivo Árabe Unido  | Ciudad de Colón      | 28 de abril de 1994      | COS Sports Plaza                | 1,100     |
| Herrera FC             | Herrera              | 5 de julio de 2016       | París de Parita                 | 700       |
| Potros del Este        | Ciudad de Panamá     | 2008                     | Javier Cruz García              | 700       |
| San Francisco FC       | La Chorrera          | 29 de septiembre de 1971 | Agustín Muquita Sánchez         | 3,000     |
| Sporting San Miguelito | San Miguelito        | 14 de febrero de 1989    | Complejo Deportivo de Los Andes | 1,450     |
| Tauro FC               | Ciudad de Panamá     | 25 de septiembre de 1984 | Rommel Fernández Gutiérrez      | 23,000    |
| Umecit FC              | Ciudad de Panamá     | 1 de enero de 2015       | Javier Cruz García              | 700       |
| Veraguas United FC     | Santiago de Veraguas | 3 de febrero de 2022     | Aristocles Castillo             | 3,000     |

## Historia
A nivel de clubes, durante el desarrollo de la Fepafut se ha visto evolucionar el fútbol superior con seis intentos de ligas no aficionadas, las de 1967, 1977, 1980, 1984, 1986-1987, 1988 y 1993, de las cuales ha sobrevivido el proyecto de la Asociación Nacional Pro Fútbol (ANAPROF), fundado en 1987 (año en que se dio un torneo de exhibición) y cuyo primer torneo data de 1988, en el que se dieron los pasos de lo que fue la evolución desde la Isthmian Football League y la Liga Nacional de Football de los años veinte, a los interclubes provinciales de 1938 a 1967, a los campeonatos nacionales entre selecciones provinciales de 1971 a 1985.

### Los albores del fútbol en Panamá

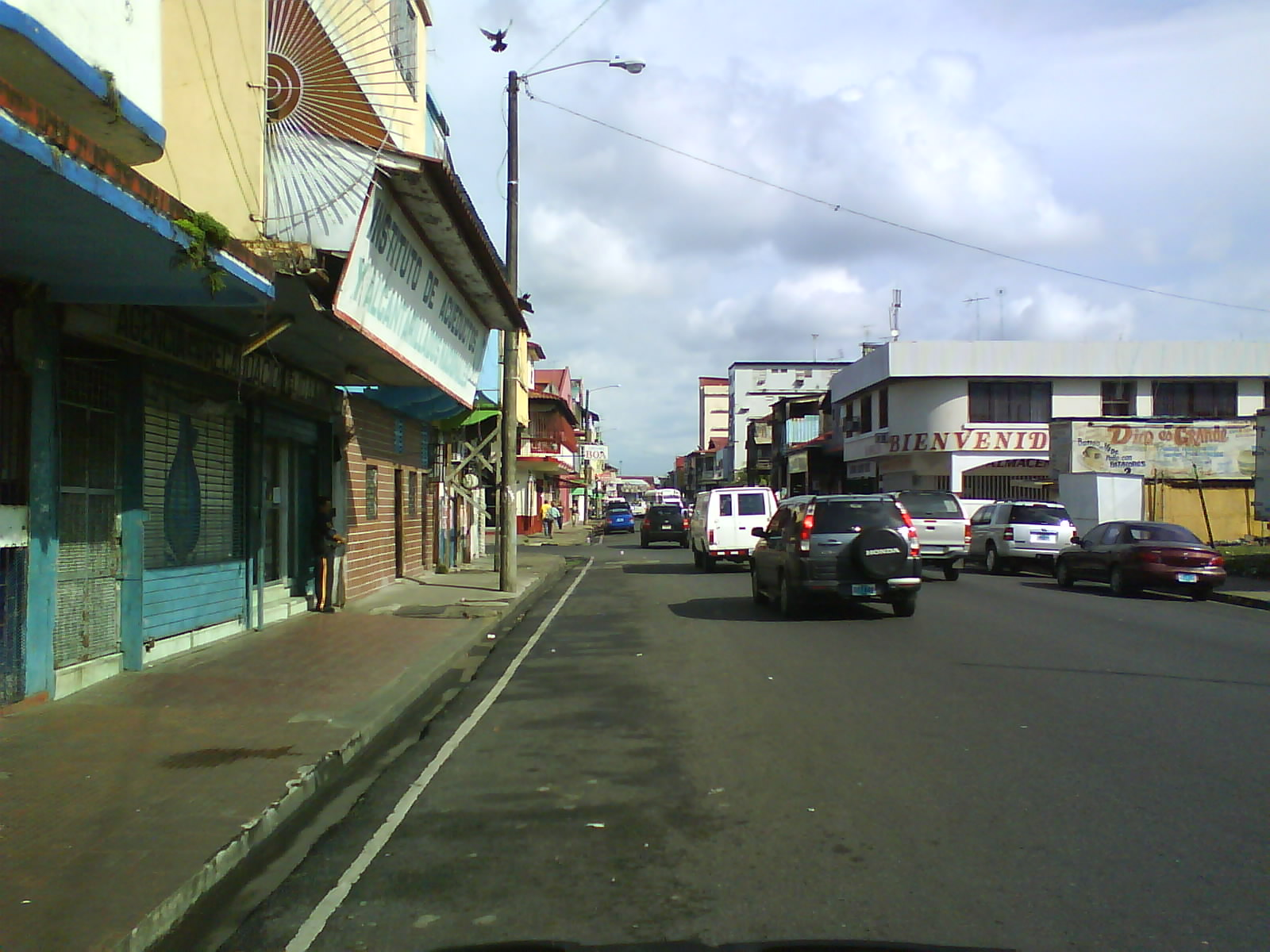
La ciudad de Colón, primer punto de ingreso del fútbol al istmo.

En el siglo XIX, el surgimiento de las comunicaciones dados durante el período de Unión a Colombia, con la construcción del Ferrocarril Transístmico, llegarían a estas tierras las influencias de los deportes occidentales modernos, entre los cuales destaca el fútbol, en el que su verdadero punto de partida se dio en lo que fue la antigua ciudad de Aspinwall, luego llamado hasta en la actualidad como Ciudad de Colón, y luego se propagó a la Ciudad de Panamá, al ser practicado por los marinos de las compañías navieras inglesas West Indian Co., la Royal Mail Steam Packet Company y la Pacific Steam Navigation Company.
Sin embargo, la difusión del fútbol fue tardía al punto de que la influencia de los estadounidenses y la de estudiantes de alta clase pudiente panameña asociada con éstos hicieron posible que deportes como el béisbol se asentaran mayormente en el país, pero las primeras corrientes migratorias procedentes de Europa, India, Centroamérica y las Antillas, el intento de construcción del Canal Francés, la Guerra de los Mil Días (1899-1902), la posterior Separación de Panamá de Colombia en 1903, la construcción e inicio de la actividad del Canal de Panamá, entonces bajo administración estadounidense, permitió no solo la entrada de las corrientes deportivas modernas, sino también la del deporte fútbol.

### Época amateur
Hacia 1890, el Panama Athletic Club, un club deportivo cuya principal actividad era el béisbol, se convirtió también en el primer equipo de fútbol establecido en el país, al ser los pioneros en adquirir implementos deportivos entre los cuales figuraban los primeros balones de fútbol, y en 1894, en la Ciudad de Colón se fundaba su primer club, el Colon Sport Club.
La idea de una liga nacional, se origina entre la comunidad afroantillana hacia 1918, luego de una serie de partidos entre los equipos Standard Oval y American Cable, mientras que por otro lado profesionales europeos, especialmente de nacionalidad alemana, religiosos y profesionales de origen sudamericano y centroamericano buscaron sentar las bases de un torneo local, pero en 1921, los antillanos fundan la Isthmian Football League, su primer monarca fue el Standard Oval y en el que funcionaron por tres temporadas, hasta que en 1925, gracias a la idea de diversos entusiastas se funda lo que se conoció como la Liga Nacional de Football.
Aquella liga se jugó con seis equipos que fueron El Cable, Cecilia, Hottspurs, Coronel Bolognesi, El Panamá y Panama Hardware, que fue el primer equipo campeón, mientras que en 1926, se estableció la Liga Menor, del que parte fundamental la hicieron los sacerdotes salesianos centrados en el Oratorio Festivo.

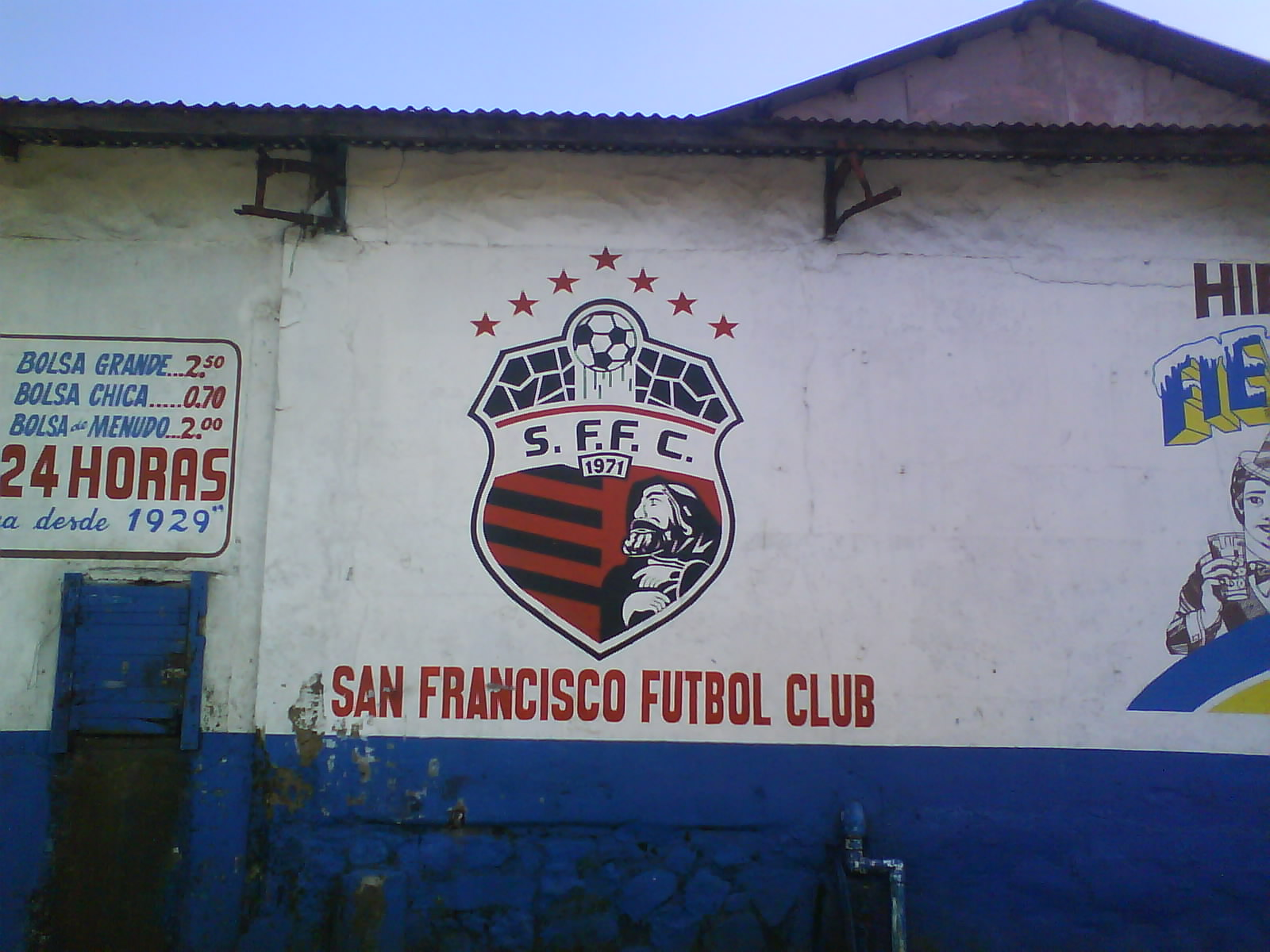
Escudo del San Francisco pintado en un muro.

La Ciudad de Colón, fundó gracias a la idea de Don Justiniano Cárdenas, en 1933, la Liga Atlántica de Football, en el que ante la polarización de este deporte en la Ciudad de Panamá, los colonenses buscaban su espacio y la idea de un campeonato nacional interprovincial, en 1934, con el juego entre los equipos Roxy de la capital y el Colón Rangers, primer campeón de esa región, en disputa de la Copa Teatro Strand, en 1937 ambas ligas se unieron y también llegó a ser fundamental en este paso, que producto de los primeros partidos internacionales que se dieron entre equipos panameños de la Liga Nacional de Football con conjuntos de navíos foráneos y clubes de países cercanos.
Desde su inicio, asimismo las provincias de todo el país fundaron sus respectivas ligas que poco a poco se afiliarían al seno federativo, como las de Colón (1933), Panamá (1940), Chiriquí (1945), Herrera (1946), Panamá Oeste (1948), Veraguas (1949), Coclé (1952), Los Santos (1972), Bocas del Toro (1974), Kuna Yala (1986) que tuvo muy breve duración, y Darién (1987).

### Fundación de la Anaprof
Un grupo de entusiastas como Giancarlo Gronchi, Jan Domburg, Edgar Plazas, Jorge Zelasny, Ángel Valero y Juan Carlos Delgado, fundaron la Asociación Nacional Pro-Fútbol el 13 de enero de 1988.
El objetivo de la entidad era proyectar y establecer las bases para organizar una categoría de futbolistas profesionales en Panamá, para así formar con jugadores de la Capital y el interior del país la Selección de fútbol a medio plazo.
| Equipos fundadores de la ANAPROF |
| -------------------------------- |
| CD Plaza Amador                  |
| Deportivo La Previsora           |
| AFC Euro Kickers                 |
| Tauro FC                         |
| Deportivo Perú AFC               |
| Chirilanco FC                    |

El 26 de febrero de 1988 se da la patada inicial en el entonces "Estadio Revolución" en el partido en el que comenzó todo: CD Plaza Amador vs Tauro FC. La terna arbitral estaba compuesta por James Holder (árbitro principal), Mario Caballero y Alberto Thomas (linieres). En ese momento se disputaba la "Copa Bayer", y con un gol de Carlos "Buco" Maldonado del Tauro, se realizaba el primer tanto en la historia de la ANAPROF. En el mismo encuentro se ejecutó el primer penalti de la liga, convertido por Virgilio Reid del Plaza Amador en el minuto 67. El encuentro concluyó 1-1.

#### Primer partido
| 26 de febrero de 1988 | Tauro FC         | 1:1 | CD Plaza Amador | Estadio Revolución, Ciudad de Panamá |                          |
|                       | Carlos Maldonado |     | Virgilio Reid   | Árbitro(s): James Holder             | Árbitro(s): James Holder |

#### Arranque en 1988
- El nombre de ANAPROF fue ideado por el periodista Edmundo Vargas.[13]
- El primer gol en los Campeonatos de ANAPROF, lo anotó Carlos Maldonado, del Tauro FC frente al CD Plaza Amador el 26 de febrero de 1988.[10]
- Primer auto gol realizado por David Sosa del Deportivo La Previsora ante el AFC Euro Kickers; el 28 de febrero de 1988, en el estadio Agustín Muquita Sánchez.[10]
- Primer jugador en anotar dos goles en un encuentro: Braulio Cuero del Chorrillo FC el 28 de febrero.[10]
- Primera goleada, se la propinó el Deportivo La Previsora al Chirilanco F.C. con 8 goles a 0.[10]
- El primer penalti fue anotado fue por Virgilio Reid del CD Plaza Amador en el minuto 67 frente al Tauro FC el 26 de febrero de 1988 en el Estadio Revolución.[10]
- Primer jugador expulsado fue Alfredo Poyatos del Tauro FC el 26 de febrero (Poyatos empujó al árbitro central del encuentro, James Holder).[10]

### Equipos que han pasado por la primera división desde 1988
| Equipos                           | Torneos en la primera división | Primera participación | Último Descenso o Aparición | Regreso  | Actualmente juega en         |
| --------------------------------- | ------------------------------ | --------------------- | --------------------------- | -------- | ---------------------------- |
| Tauro FC                          | 63                             | 1988                  | -                           | -        | LPF                          |
| CD Plaza Amador                   | 63                             | 1988                  | -                           | -        | LPF                          |
| San Francisco FC                  | 59                             | 1992                  | -                           | -        | LPF                          |
| Alianza FC                        | 57                             | 1989                  | 1993                        | 2000-01  | LPF                          |
| CD Árabe Unido                    | 55                             | 1996-97               | -                           | -        | LPF                          |
| Sporting San Miguelito            | 54                             | 1997-98               | -                           | -        | LPF                          |
| CD Universitario                  | 45                             | 2001 (A)              | -                           | -        | LPF                          |
| CD Atlético Chiriquí              | 30                             | 2005 (A)              | 2023 (C)                    | -        | Extinto                      |
| SD Atlético Veragüense            | 23                             | 2002 (A)              | 2018 (C)                    | -        | Extinto                      |
| CA Independiente                  | 21                             | 2013 (A)              | 2015 (C)                    | 2017 (A) | LPF                          |
| Chepo FC                          | 19                             | 2007 (A)              | 2016 (C)                    | -        | Extinto                      |
| Deportivo del Este                | 14                             | 2018 (A)              | 2025 (A)                    | -        | Liga Prom                    |
| Panamá Viejo FC                   | 13                             | 1991                  | 2001 (C)                    | -        | Lidifutpa                    |
| CD Pan de Azúcar                  | 12                             | 1989                  | 2004 (C)                    | -        | Lidifutpa                    |
| AFC Euro Kickers                  | 12                             | 1988                  | 2000-2001                   | -        | Extinto                      |
| Herrera FC                        | 10                             | 2021 (A)              | -                           | -        | LPF                          |
| Atlético Nacional                 | 9                              | 1995-96               | 2001                        | -        | (ahora SD Atlético Nacional) |
| Chiriquí FC                       | 9                              | 1995-96               | 2001 (C)                    | -        | Extinto                      |
| Veraguas United FC                | 8                              | 2022 (A)              | -                           | -        | LPF                          |
| SD Atlético Nacional              | 7                              | 2006 (A)              | 2017 (C)                    | 2025 (C) | LPF                          |
| Umecit FC                         | 6                              | 2023 (A)              | -                           | -        | LPF                          |
| Santa Gema FC                     | 6                              | 2016 (A)              | 2019 (C)                    | -        | Extinto                      |
| Projusa FC                        | 5                              | 1993                  | 1997-98                     | -        | Lifutvec                     |
| Río Abajo FC                      | 4                              | 2012 (A)              | 2014 (C)                    | -        | Lidifutpa                    |
| Colón River FC                    | 4                              | 2004 (A)              | 2005 (C)                    | -        | Extinto                      |
| Deportivo La Previsora            | 4                              | 1988                  | 1991                        | -        | (ahora San Francisco FC)     |
| Sporting Colón                    | 3                              | 1991                  | 1993                        | -        | Extinto                      |
| Deportivo Perú AFC                | 3                              | 1988                  | 1990                        | -        | Extinto                      |
| Colón C-3                         | 2                              | 2011 (A)              | 2012 (C)                    | -        | Liprofutco                   |
| Unión                             | 2                              | 1989                  | 1990                        | -        | Extinto                      |
| Indep. Santa Fe/Atlético Santa Fe | 2                              | 1990                  | 1992                        | -        | Extinto                      |
| Veraguas CD                       | 2                              | 2021 (A)              | 2021 (C)                    | -        | Extinto                      |
| AD Orión                          | 1                              | 1995-96               | 1995-96                     | -        | Lidifutpa                    |
| Concordia FC                      | 1                              | 1993                  | 1993                        | -        | Fusionado a Tauro FC         |
| Río Mar FC (Puerto Armuelles)     | 2                              | 1992                  | 1993                        | -        | Lifutcho                     |
| Deportivo M y M (Río Mar)         | 1                              | 1993                  | 1994-95                     | -        | Extinto                      |
| Cosmos                            | 1                              | 1996-97               | 1996-97                     | -        | Extinto                      |
| Chirilanco FC                     | 1                              | 1988                  | 1988                        | -        | Extinto                      |
| Ejecutivo Jrs.                    | 1                              | 1997-98               | 1997-98                     | -        | Extinto                      |
| Atlético Municipal Colón          | 1                              | 1999-00               | 1999-00                     | -        | Extinto                      |

 Nota:
- En negrita, equipos actualmente en primera división o LPF.
- Clubes fundadores de la Anaprof
- Expulsado de la liga.
- Fusionado o adquirido por otro equipo.

Actualizado al: Torneo Clausura 2025.

## Clásicos y Derbies
Los Clásicos o Derbies es un evento deportivo de fútbol entre dos equipos rivales (generalmente locales), principalmente por vivir en el mismo barrio o zona geográfica en particular, o por ser los equipos más ganadores del campeonato. Los clásicos más reconocidos son:
- El Clásico Nacional, que disputan Tauro FC y el Club Deportivo Plaza Amador, también conocido como el clásico provincial o fundadores, ya que es el partido que enfrenta a dos de los equipos más populares del país, protagonistas del primer partido de la Anaprof el 26 de febrero de 1988, cuando arrancó la liga.[14]

- El Clásico Panamá-Colón, entre Árabe Unido y el CD Plaza Amador, Es un encuentro futbolístico jugado entre los clubes más emblemáticos y con las fanaticadas más populares de las provincias de Colón y Panamá. Han jugado 4 finales desde el clausura 2001 y desde 2015 han realizados una gran rivalidad en semifinales.

- El Clásico de la Rivalidad, que disputan Árabe Unido y el San Francisco FC, es un encuentro futbolístico que se juega entre estos dos clubes y llamado de esta forma, ya que son los clubes con mejor afición en la liga local.

- Derbi Chorrerano, entre San Francisco FC y el CA Independiente, que se juega entre estos clubes de la capital de la Provincia de Panamá Oeste "La Chorrera".

- Clásico Joven o Nuevo Clásico Panameño es el encuentro entre Tauro FC y el San Francisco FC.

- Superclásico Nacional es el encuentro entre el Árabe Unido y el Tauro FC, son los clubes que mayores títulos tiene en sus vitrinas.

- Clásico Roji-Azul son los encuentros entre el Plaza Amador contra San Francisco Fútbol Club.

- Clásico Viejo protagonizado desde los campeonatos de la liga distritorial de la Ciudad de Panamá por los años 60´s entre Plaza Amador 1954 contra Alianza Fútbol Club (Panamá) 1962.

- Clásico Interiorano Es el clásico entre el Veraguas United FC y Atlético Chiriquí.

### División
En el año 1993, el fútbol panameño es víctima de una división causada por los malos dirigentes. Se crea al siguiente año una liga paralela denominada LINFUNA (Liga Nacional de Fútbol No Aficionado), que cuenta con el aval de la FIFA, mientras que la liga de ANAPROF cuenta con el apoyo del ente gubernamental director del deporte. Para este año, en la Liga Linfuna, el Deportivo Árabe Unido se corona campeón, mientras que el Cosmos FC resulta subcampeón.
En 1995 persiste aún la división, pero Anaprof se consolida como la mejor liga del país. Los mejores equipos y los mejores jugadores participan aquí; además es aquí donde se registran las mejores asistencias a los estadios. En esta ocasión, el Deportivo Árabe Unido se corona como campeón de Linfuna, por segunda vez, mientras que el Projusa queda como subcampeón, Pero el 6 de enero de 1996 las dos ligas de fútbol no aficionado de Panamá se unificaron tras una serie de negociaciones instadas por el entonces director del INDE, René González. Fue sólo hasta dos meses después que ambas ligas se fusionaron formal y totalmente en una reunión donde acudió el presidente de la Concacaf, Jack Warner. Luego continuo lo que fue la temporada 1996-97.

### Desarrollo

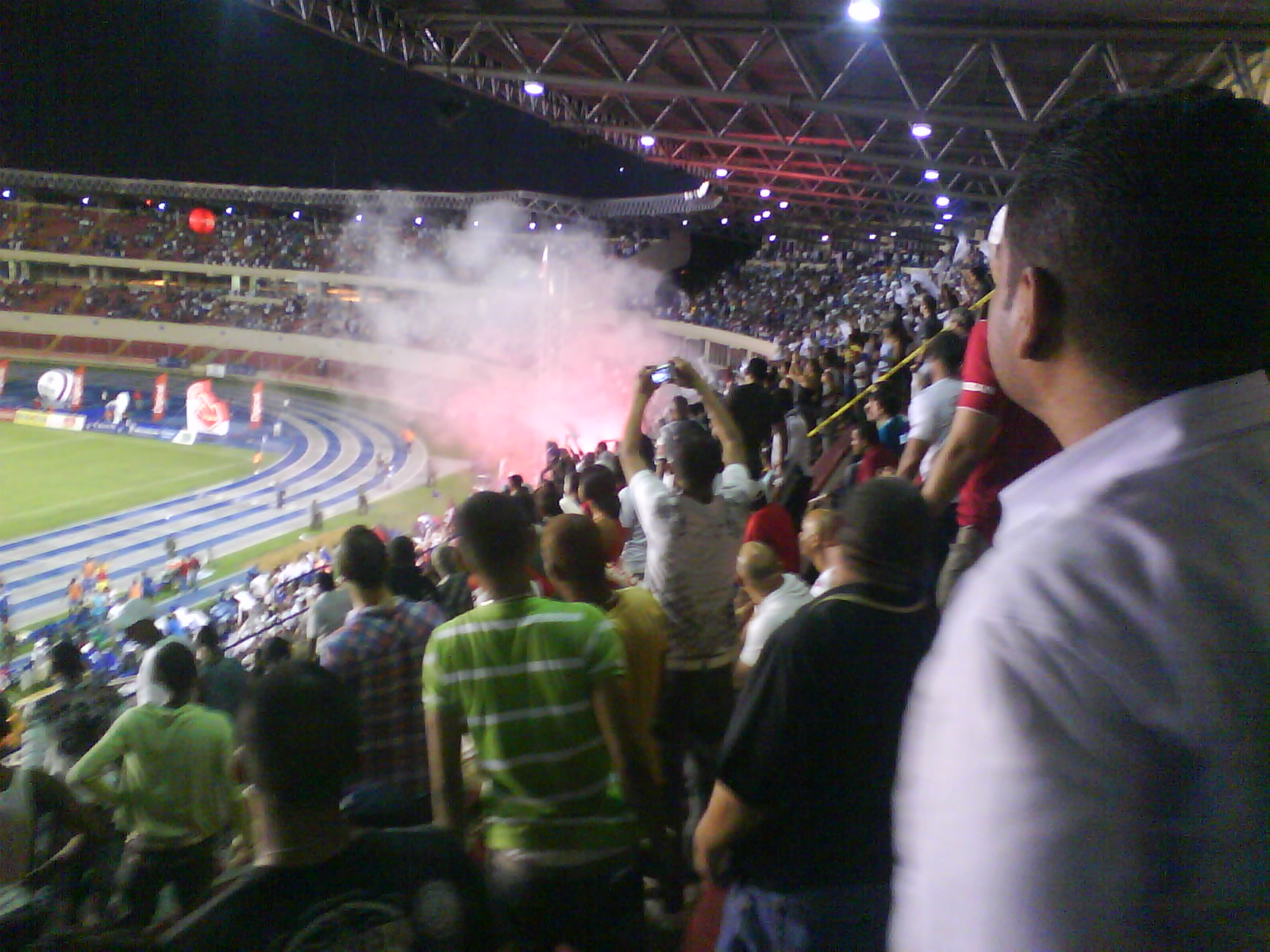
Récord de asistencia en la final del Clausura 2010.

Al llegar al final de la temporada 1994-1995, se marcó un nuevo hito para la entidad deportiva. En el ahora llamado, Estadio Rommel Fernández, el San Francisco FC y el Tauro FC se medían por el campeonato ante la mayor cantidad de fanáticos que hubieran llenado un estadio para un partido entre equipos locales hasta esa fecha. El San Francisco se alzó con el triunfo 1 gol a 0. Desde ese momento se puede hablar de nuevos tiempos para la Anaprof y para el balompié nacional. Las siguientes temporadas fueron televisadas en directo los domingos, aportando con los derechos para televisión una importante suma para el torneo.
El 22 de enero de 1996, en la final de la temporada 1995-96, fue presenciada por más de 21 000 espectadores, que abarrotaron las gradas del Estadio Rommel Fernández. El San Francisco FC volvió a ganar el torneo ese año, esta vez contra el CD Plaza Amador empatando 1-1 en tiempo regular y venciendo en tiros de penaltis 4-2. Luego de eso, en 1997 la Anaprof realizó el primer Torneo de Apertura, implementando esta nueva modalidad en la liga.

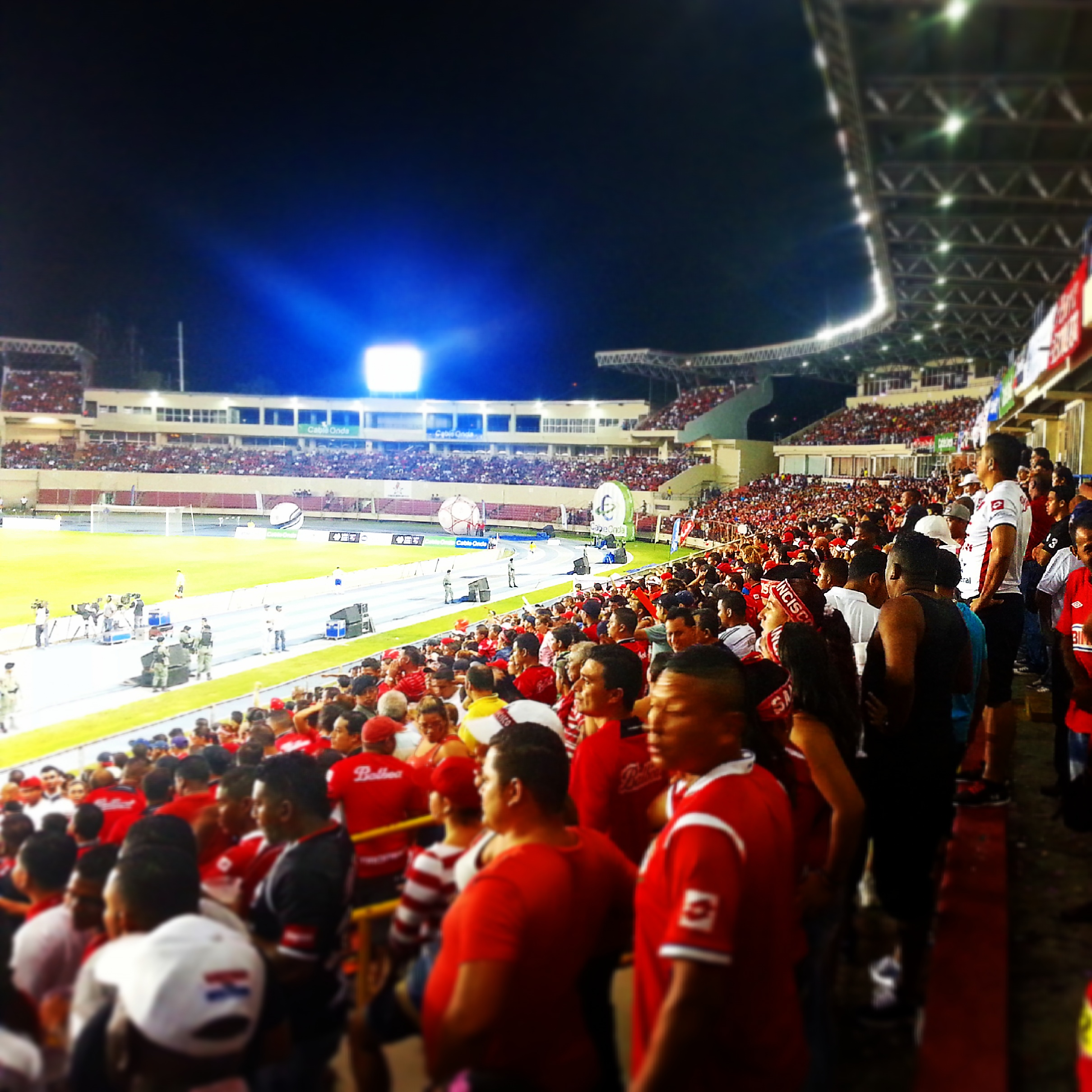
Final en el Estadio Rommel Fernández, Apertura 2014.

En el 2001 se instaura el formato de un único campeón en el año, que es disputado entre los campeones de los torneros Clausura y Apertura del año respectivo. En el 2004 la liga aumenta a diez equipos.
En el 2007 el formato de un único campeón en el año se termina, razón por la que se decide que en cada sección del año se constituya un campeonato nacional individual: Apertura y Clausura.
La final del Clausura 2010 fue presenciada por más de 23 mil espectadores, lo que se convertido en el récord máximo de asistencia a un partido en la historia de la liga nacional.
La fanaticada que va a los estadios a disfrutar de la LPF va en crecimiento, del 2012 al 2013 creció en 18 % y en 2014 creció 38 %”. El Apertura 2014 llevó 17 462 más fanáticos a los estadios en los 18 partidos de la ronda regular que los de Apertura 2013”.
El San Francisco FC y El CD Plaza Amador, jugando en casa, fueron los equipos que más personas llevaron a los estadios en Apertura 2014.
En noviembre de 2014 se elige el jugador más valioso del torneo Apertura 2014 de la Liga Panameña de Fútbol (LPF), un premio que no se otorgaba desde hace 14 años en los tiempos de la desaparecida Anaprof.
La Anaprof otorgó la distinción en sus primeras 12 temporadas: desde 1988 hasta la de 1999-00.
Catorce años después, la LPF reactivó el premio y es la primera vez que hace entrega de este trofeo en sus cinco años como nueva franquicia del fútbol rentado.

### Dominio
La liga está dominada por los que pueden ser nombrados los 4 grandes del fútbol nacional, equipos que entre ellos sumados han ganado 43 de los 53 torneos regulares, sin contar las finales de campeón único por año y los torneos Linfuna (también ganados por uno de ellos). Estos equipos son el Tauro FC, San Francisco FC, CD Árabe Unido y el CD Plaza Amador.

De izquierda a derecha: CD Árabe Unido, San Francisco FC, CD Plaza Amador y el Tauro FC, los llamados 4 grandes.

### Nacimiento de la Liga Panameña de Fútbol (LPF)
En 2006 Luis Arias Pons es electo nuevo Presidente de ANAPROF, durante su gestión en 2008 visita la Liga Española y logra invitar a José Luis Astiazarán Presidente de La Liga Española y firman un convenio de colaboración entre la ANAPROF y La Liga Española (LPF) para asesoramiento a la liga en Panamá, recomendando hacer el cambio de nombre de ANAPROF a Liga Panameña de Fútbol (LPF), siendo este cambio efectivo a partir del año 2009. Simultáneamente Luis Arias Pons liderizó la negociación con Prodena (Proyectos Deportivos Nacionales) para la comercialización y transmisión de La Liga y se firma un acuerdo donde los clubes reciben el monto mayor recibido por club y se garantiza la transmisión equitativa de los partidos de la Liga por televisión abierta.
A partir del 2009, la Anaprof cambia su nombre a Liga Panameña de Fútbol, la comercializadora privada Prodena (Proyectos Deportivos Nacionales) que compró los derechos de comercialización de la liga por un monto de casi medio millón de dólares, prometió convertir el fútbol nacional en una verdadera organización profesional y se encargó de manejar en su totalidad los diez clubes de la llamada LPF, lo que es su momento también se conoció como la Asociación Nacional Pro Fútbol. Este mismo año, Luis Arias Pons consigue un nuevo patrocinador, que la patrocinaría durante los próximos cinco años, llamándola ahora Copa Digicel.
José Luis Astiazarán, presidente de la Liga Profesional de Fútbol de España o LFP y el señor Joaquín Hernández, presidente de la Liga Profesional de Fútbol de Costa Rica (Unafut) estuvieron en Panamá a finales del 2008 para firmar un convenio, el objetivo común fue mejorar el fútbol y consolidar las estructuras que existen, como las nuevas canchas de fútbol y los diez equipos que tiene en la categoría profesional y los diez equipos de la segunda división.
Otro de los cambios que tuvo la liga en el 2009 es que nuevamente, el segundo certamen del año de la Primera División se llamó "Torneo Apertura", con el fin de ponerse a tono con los sistemas de campeonato del resto de los países de la Concacaf, al momento de elegir a sus representantes para las próximas ediciones de la Liga Campeones.
Para el 2013, Pedro Chaluja presidente de la FEPAFUT, en compañía de Gian Castillero, presidente de la Junta Directiva de LPF Group, Inc., y Álex Armijo, tesorero, realizó la presentación de lo que es la nueva estructura de la LPF ahora bajo el mando en su totalidad del ente federado.
La estructura corporativa de LPF Group está compuesta por accionistas de los clubes de la primera división más la FEPAFUT de donde sale una junta directiva en la que figuran representantes de tres clubes, uno de la FEPAFUT y tres independientes.
Para el enero de 2020 se anunció que la nomenclatura de los torneos variaría, ahora el primer torneo del año natural se llamaría Apertura y el segundo Clausura.
El 17 de marzo de 2020 fue anunciado por la Federación Panameña de Fútbol, la Liga Panameña de Fútbol, los clubes y la Asociación de Futbolistas de Panamá (AFUTPA), la decisión de dar por finalizado y declarado desierto el torneo apertura 2020 debido a la Pandemia mundial por el COVID-19.
El torneo no tuvo campeón, por lo cual se utilizó la tabla general de la temporada 2019-20 para definirse quien se clasificaría a la Liga Concacaf 2020 como Panamá 2 y Panamá 3 siendo así San Francisco FC y el Club Atlético Independiente de La Chorrera, quienes ocuparían estas plazas respectivamente.

### Cambio a Campeonato de Primera División LPF
Con la creación de la Liga Panameña de Fútbol en diciembre de 2020, como un ente independiente de la Federación Panameña de Fútbol para la administración de las diferentes ligas nacionales. La primera división debió cambiar su nombre a Campeonato de Primera División o simplemente LPF (con sus siglas conocidas desde 2009), para no confundirse con el nuevo ente regulador. También es llamada bajo el nombre de (Liga Tigo LPF) como es conocida por motivos de patrocinio desde finales de 2020.

## Estadios

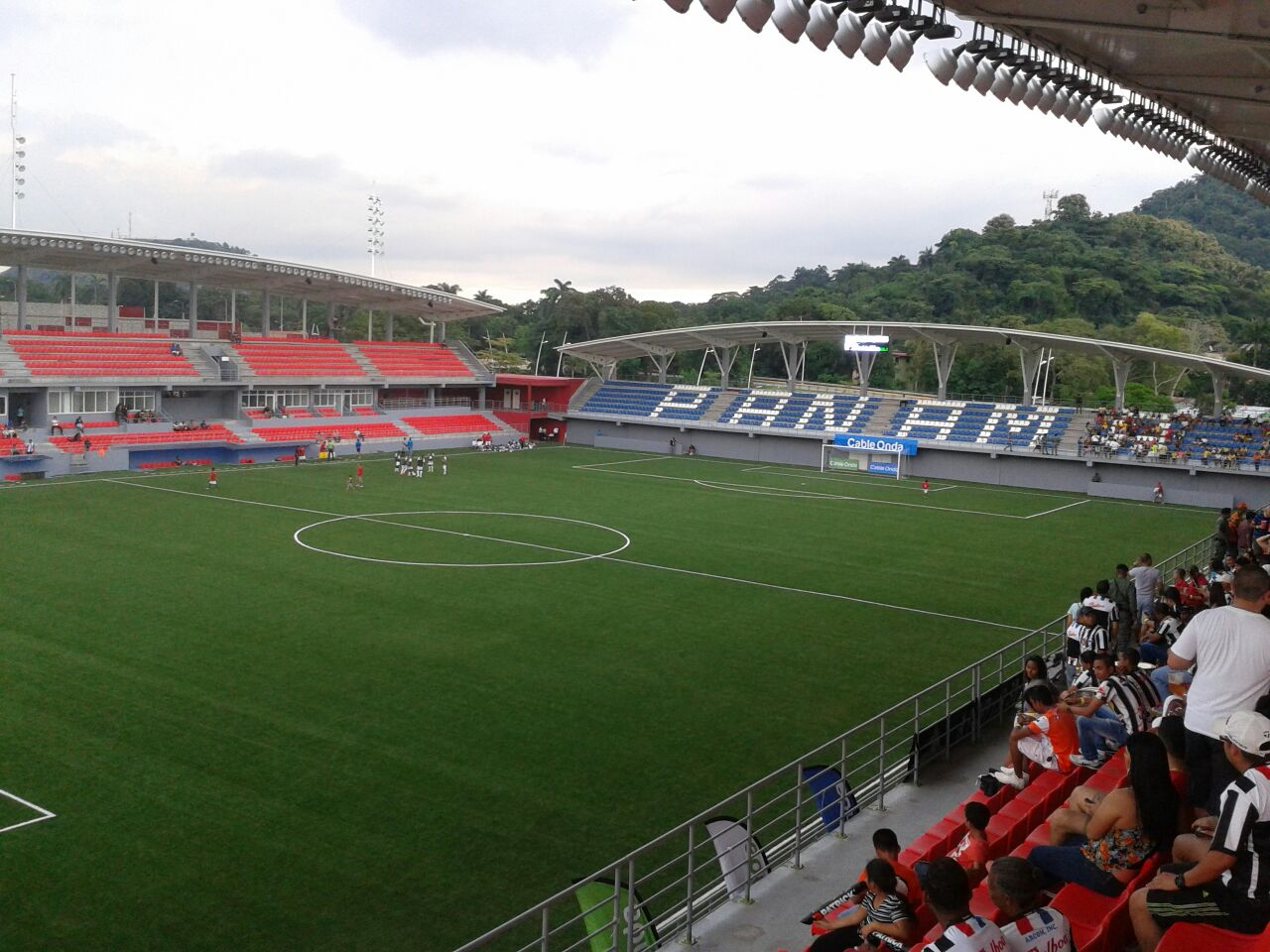
Estadio Maracaná.

En la Liga Panameña de Fútbol actualmente los partidos se juegan en diversas canchas relativamente nuevas, ya que desde el año 2000 el aporte del gobierno se ha fortalecido, instalando nuevo césped y mejorando las instalaciones:
- En el 2009 concluyó la remodelación del Estadio Agustín Muquita Sánchez, que con una capacidad de 2250 espectadores, se convirtió en uno de los estadios más importantes del país donde se han visto partidos importantes no solo de la Liga Panameña de Fútbol, sino también partidos de la Concacaf Liga Campeones y partidos internacionales de la Selección de fútbol de Panamá.
- También en el 2009 se construyó la cancha Luis Ernesto "Cascarita" Tapia. o Mini Rommel, que se encuentra junto al Estadio Rommel Fernández. (Se utilizó hasta el Clausura 2019)
- El Armando Dely Valdés inaugurado en 1970 pero remodelado en el 2003, 2007 y posteriormente en el 2014, ubicado en la Ciudad de Colón con capacidad para 1091 espectadores.
- En el Occidente del país se encuentra el Estadio San Cristóbal con capacidad para 3 500 espectadores, re-inaugurado en el 2009 y 2018.
- El último en incluirse es el Estadio Maracaná con capacidad de 5500 espectadores inaugurado en el 2014.
- A partir del Apertura 2019 se volvió a utilizar el Estadio Javier Cruz,[28] este estadio le pertenece al Colegio Artes y Oficios, está recién remodelado y en el juega el Sporting San Miguelito.
- El Estadio Virgilio Tejeira Andrión le pertenece a la Federación Panameña de Fútbol, en el jugó el CD Universitario hasta finales de 2020.
- Entre los estadios que han cesado su uso: el Estadio Aristocles "Toco" Castillo en la Ciudad de Santiago, fue cerrado por orden de Pandeportes el día 9 de marzo de 2017,[29] debido a que no presentaba las condiciones adecuadas para los partidos de fútbol profesional, su última remodelación fue en el 2008. A mediados del 2020 el gobierno Panameño confirmaba la reanudación de la remodelación del estadio que contempla una capacidad para 3 mil personas y grama sintética. Reinaugurado en 17 de febrero de 2025.
- El único estadio que es de grama natural es el Estadio Rommel Fernández, utilizado por algunos equipos de la capital panameña y para las finales de torneo.
- Desde el 2021 se sumó el Estadio Universidad Latina de grama natural en la Ciudad de Penonomé y propiedad de la Universidad Latina de Panamá.
- Desde 2022 se sumó el Complejo Deportivo de Los Andes de grama artificial y la cual será sede del Sporting San Miguelito.
- Desde 2024 se sumó el Complejo COS Sports Plaza de grama artificial y capacidad para 1,000 personas. Es un estadio privado y casa del CD Plaza Amador.

### Césped artificial

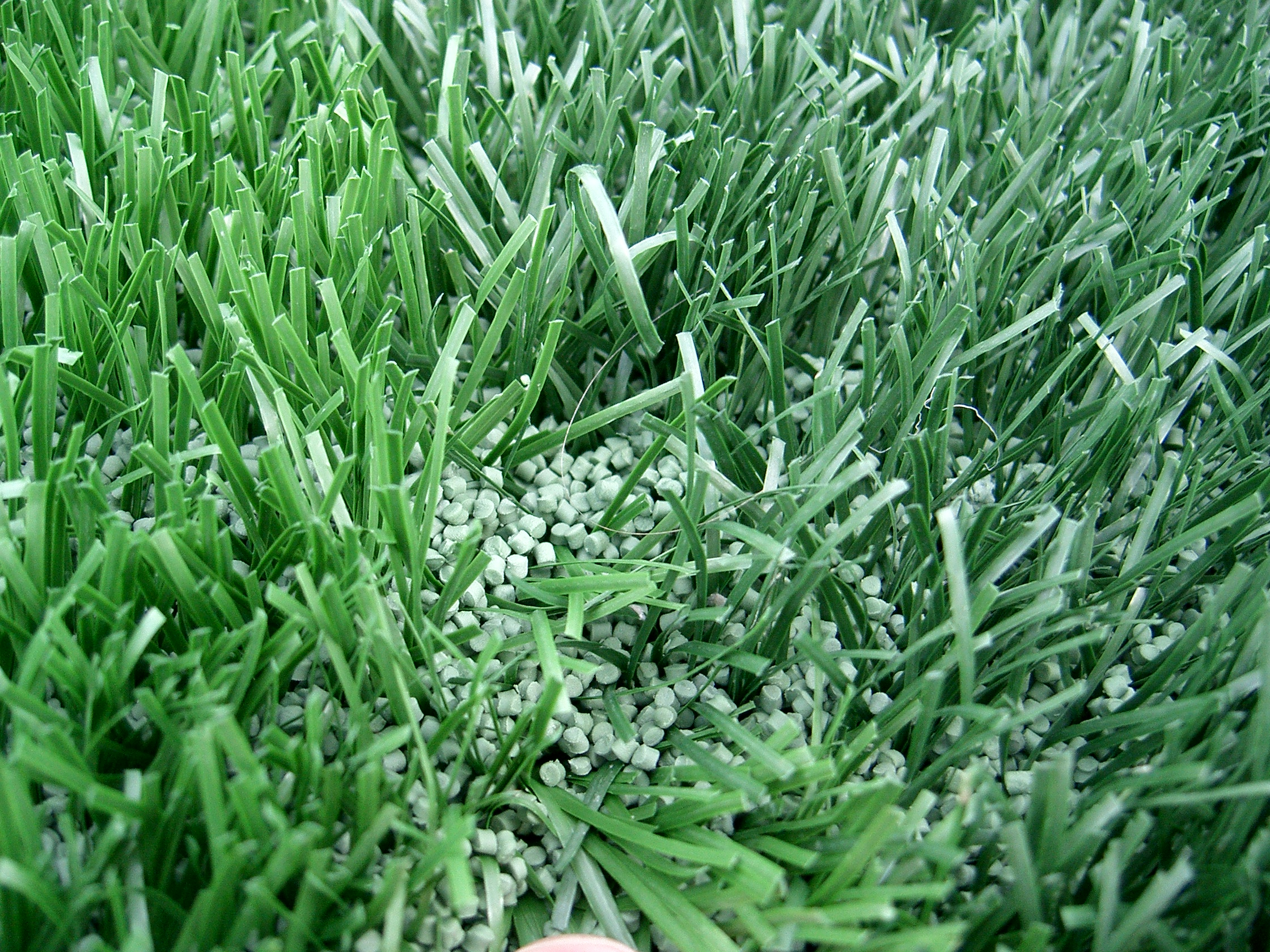
El Césped Artificial se utiliza en la mayoría de los estadios de la LPF.

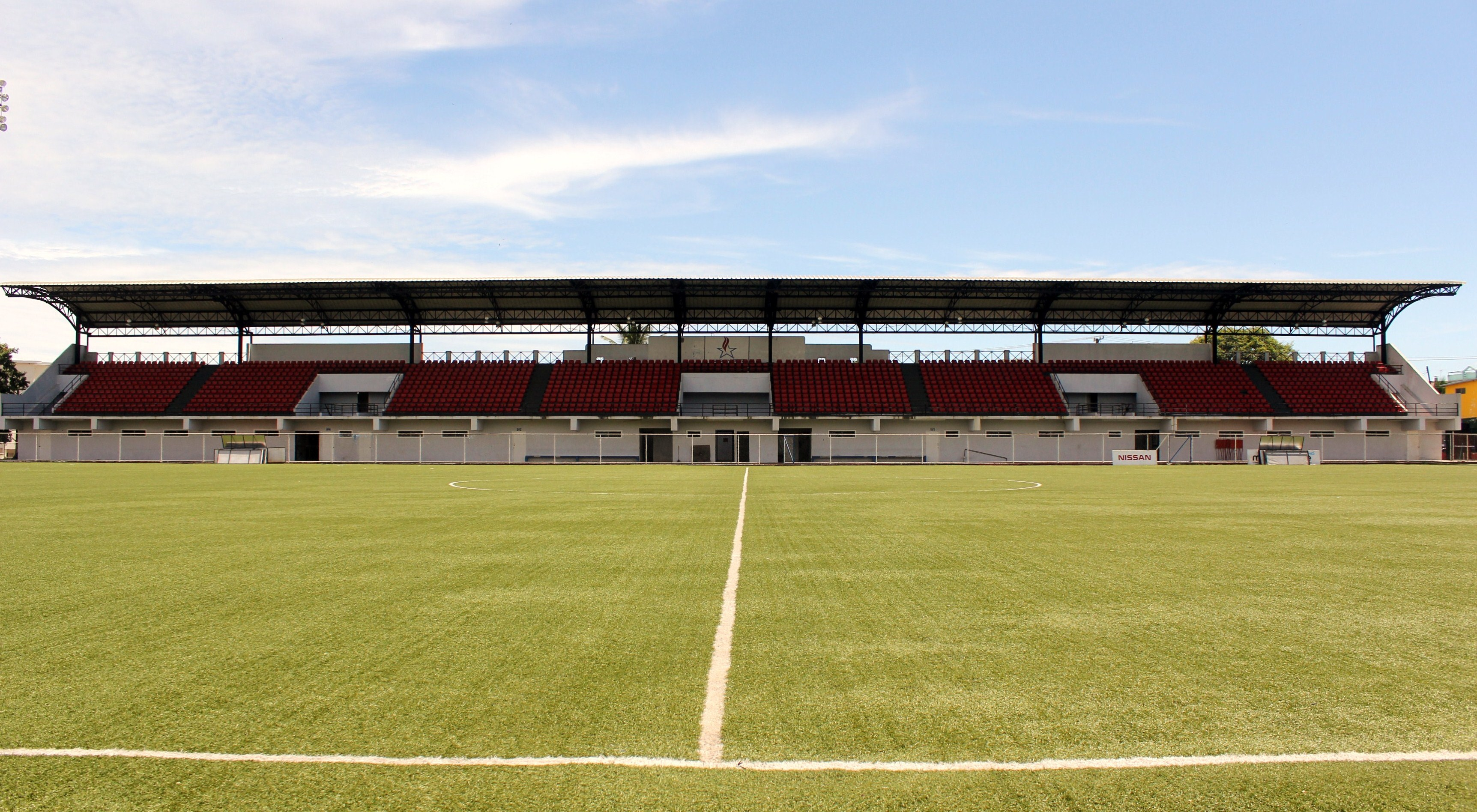
Estadio Agustín Muquita Sánchez de La Chorrera.

En Panamá como en muchas zonas del mundo se sufren unas condiciones climáticas diversas y, como consecuencia, en clima no favorece a menudo el mantenimiento de campos de césped natural adecuados, bien porque el clima extremo convierte el crecimiento y el mantenimiento de tales superficies en una pesada carga o bien porque los recursos financieros son limitados. Además, este tipo de campos exige una atención muy esmerada. El resultado de todo esto suelen ser campos de fútbol en mal estado. La ventaja que ofrecen en estos casos las superficies de césped artificial es más que evidente, por eso la decisión de instalar césped sintético. Entre algunas cualidades la Federación Internacional ha publicado unos Estándares de calidad que en los que, una vez el producto ofrece unas calidades y garantías adecuadas (dieciocho licenciatarios), lo relevante es la interacción del pavimento con el juego: bote y rodadura del balón, capacidad de absorción de impactos, deformabilidad, resistencia al esfuerzo torsor… Prácticamente homogeneiza las cualidades intrínsecas del producto: peso de fibra, peso total, dtex, alturas o composiciones de las fibras dejan de ser importantes si el desarrollo del juego es el óptimo. En la liga se utilizan cancha sintética cuyo tipo de grama de juego es aprobada por la FIFA y clasificado como 1 o 2 estrellas.

## Mercadotecnia

### Difusión
Los encargados de transmitir en señal abierta la liga son 2 cadenas deportivas importantes del país, que son TVMax, RPC TV y Tigo, hasta la jornada 11 del Torneo Apertura 2022 transmitió Cable Onda Sports (TV por paga).
En el año 2008 la transmisión de los partidos había cesado, pero debido a los cambios en la liga se comenzó a transmitir 3 de los 5 partidos por semanas a partir del Torneo Apertura 2009. Para la temporada 2017 se unió una cadena de televisión más SERTV siendo así transmitidos 4 de los 5 partidos por jornada hasta 2018, ahora nuevamente se transmiten 3 de los 5 partidos por jornada.
A partir de la temporada 2022, bajo derecho de contrato de los años 2022-2026, serán transmitido los 6 partidos por jornada.

### Patrocinio

Trofeo oficial desde 2014-2020.

La antigua Anaprof fue patrocinada desde 1988, en el transcurso de los años ha sido patrocinado en algunas ocasiones por distintas compañías, hasta lo que es hoy la Liga Panameña de Fútbol. El patrocinador determina el nombre de la liga. La lista a continuación detalla los patrocinadores desde su fundación:
- 1988: Copa Bayer
- 1989: Copa JVC
- 2003-2004: Torneo Bellsouth
- 2004-2009: Torneo Cable & Wireless
- 2009-2014: Copa Digicel[30]
- 2014-2020: Liga Cable Onda LPF
- 2020-presente: Liga Tigo LPF

### Trofeos
Desde 1988 los campeonatos de la Primera División de Panamá, han tenido una gran cantidad de diferentes trofeos que asigna cada patrocinador de la liga en sus años de patrocinios.

#### Balón

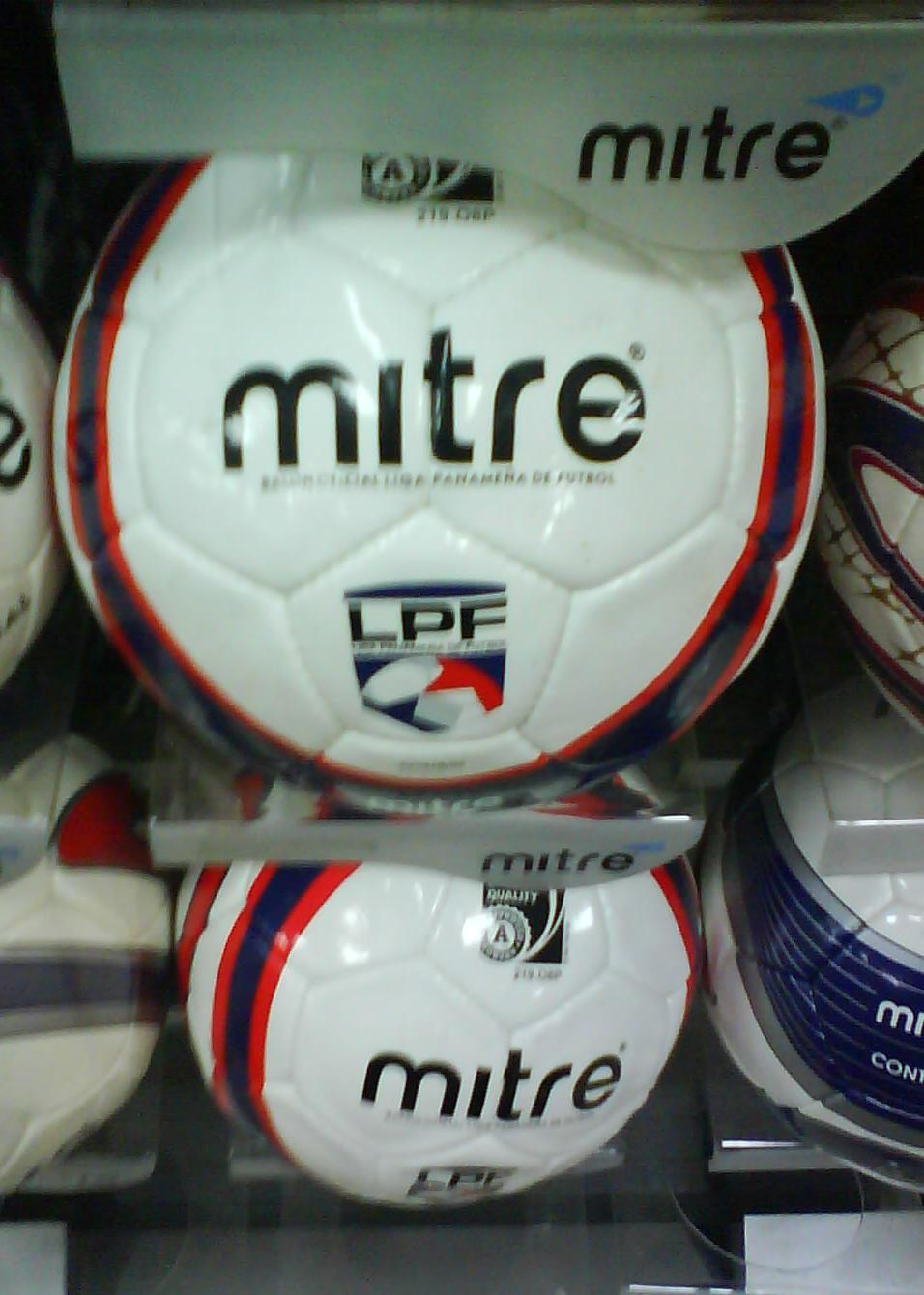
Balón oficial Mitre de la liga panameña en 2010.

En 2009 se cambió el patrocinador del balón, ya que la relación de la Anaprof con la marca Adidas había terminado para dar paso a la marca Mitre, siendo la tercera marca de balones que utiliza la liga a lo largo de sus más de dos décadas de temporadas realizadas. Antes de las dos mencionadas, la marca japonesa Molten, que aún sigue siendo el balón oficial de la Fepafut, en cuanto a selección nacional se refiere, fue la primera que entró al ambiente de la competencia de mayor nivel del fútbol panameño, por espacio de 15 temporadas.
El 27 de abril de 2015, Sportline América (tienda de artículos deportivos), la Liga Panameña de Fútbol, Fepafut (federación panameña de fútbol) y la Liga Nacional de Ascenso, firmaron un nuevo contrato de patrocinio para la LPF y liga de Ascenso (conocida en ese entonces como LNA). Con ese nuevo contrato se abastecía desde el Torneo Apertura 2015 al Torneo Clausura 2017 de balones de la marca Nike.
A partir del Torneo Apertura 2017, la marca estadounidense New Balance patrocinadora de los uniformes de la Selección de fútbol de Panamá en esos años, suplio a las dos principales ligas de balones (Liga Panameña de Fútbol y Liga de Ascenso) hasta el Torneo Apertura 2019.
- Molten (1988-2003)
- Adidas (2003-2009)
- Mitre (2009-2015)
- Nike (2015-2017)
- New Balance (2017-2019)
- Molten (2020 - Act.)

## Derechos de transmisión de la LPF
Los derechos de la LPF para televisión, radio, internet y móviles son distribuidos por Producciones Deportivas Nacionales (PRODENA). Los derechos de transmisión de la LPF se venden junto con los derechos de transmisión de la Liga Prom y la Selección de fútbol de Panamá.
La LPF hasta 2021 se emitía solo a nivel local.
En el ámbito local, Medcom y Televisora Nacional tienen todos los derechos para transmitir todos los partidos de la primera liga, adicional del partido exclusivo de Cable Onda Sports, este último también cuenta con los derechos de la segunda liga en una base de televisión paga. RPC Radio posee los derechos de radio. Solo dos partidos por jornada — los partidos de Semifinales, la final y los dos partidos de la eliminatoria — se emiten en la televisión gratuita, en RPC TV y TVMax.
Desde 2023, los derechos de televisión a nivel internacional estarán a cargo de Tigo Sports (solo para Centroamérica).

## Historial de Campeones

### Título de liga por torneo
| Año                                  | Edición                        | Campeón | Resultados final                                                                                             | Subcampeón                                                                                                   | Clubes Participantes           |
| Asociación Nacional Pro Fútbol       | Asociación Nacional Pro Fútbol | Asociación Nacional Pro Fútbol                                                                               | Asociación Nacional Pro Fútbol                                                                               | Asociación Nacional Pro Fútbol                                                                               | Asociación Nacional Pro Fútbol |
| ------------------------------------ | ------------------------------ | --- | --- | --- | ------------------------------ |
| 1988                                 | I                              | C.D. Plaza Amador (1)                                                                                        | Liga | La Previsora (1)                                                                                             | 6                              |
| 1989                                 | II                             | Tauro F.C. (1)                                                                                               | Liga | La Previsora (2)                                                                                             | 8                              |
| 1990                                 | III                            | C.D. Plaza Amador (2)                                                                                        | Liga | Tauro F.C. (1)                                                                                               | 10                             |
| 1991                                 | IV                             | Tauro F.C. (2)                                                                                               | Liga | AFC Euro Kickers (1)                                                                                         | 8                              |
| 1992                                 | V                              | C.D. Plaza Amador (3)                                                                                        | Liga | Sporting Colón (1)                                                                                           | 10                             |
| 1993                                 | VI                             | AFC Euro Kickers (1)                                                                                         | Liga | Projusa (1)                                                                                                  | 11                             |
| LINFUNA 1994                         | I                              | Árabe Unido (1)                                                                                              | 1:0 | Cosmos F.C. (1)                                                                                              | 10                             |
| 1994-95                              | VII                            | San Francisco F.C. (1)                                                                                       | 1:0 | Tauro F.C. (2)                                                                                               | 8                              |
| LINFUNA 1995                         | II                             | Árabe Unido (2)                                                                                              | 1:0 | Projusa (2)                                                                                                  | 10                             |
| 1995-96                              | VIII                           | San Francisco F.C. (2)                                                                                       | 1:1 (4:3 pen.)                                                                                               | C.D. Plaza Amador (1)                                                                                        | 10                             |
| 1996-97                              | IX                             | Tauro F.C. (3)                                                                                               | 1:0 | AFC Euro Kickers (2)                                                                                         | 12                             |
| 1997-98                              | X                              | Tauro F.C (4)                                                                                                | 1:0 | Árabe Unido (1)                                                                                              | 12                             |
| 1998-99                              | XI                             | Árabe Unido (3)                                                                                              | 3:0 | Tauro F.C. (3)                                                                                               | 10                             |
| 1999-00                              | XII                            | Tauro F.C. (5)                                                                                               | 2:0 | C.D. Plaza Amador (2)                                                                                        | 10                             |
| 2000-01                              | XIII                           | Panamá Viejo F.C. (1)                                                                                        | 4:3 (pró.)                                                                                                   | Tauro F.C. (4)                                                                                               | 10                             |
| (A) 2001                             | XIV                            | Árabe Unido (4)                                                                                              | 3:0 | San Francisco F.C. (1)                                                                                       | 10                             |
| (C) 2001                             | XV                             | Árabe Unido (5)                                                                                              | 0:0 (3:2 pen.)                                                                                               | C.D. Plaza Amador (3)                                                                                        | 10                             |
| (A) 2002                             | XVI                            | Árabe Unido (6)                                                                                              | 2:0 | San Francisco F.C. (2)                                                                                       | 8                              |
| (C) 2002                             | XVII                           | C.D. Plaza Amador (4)                                                                                        | 2:2 (4:1 pen.)                                                                                               | Tauro F.C. (5)                                                                                               | 8                              |
| (A) 2003                             | XVIII                          | Tauro F.C. (6)                                                                                               | 6:3 | Árabe Unido (2)                                                                                              | 8                              |
| (C) 2003                             | XIX                            | Tauro F.C. (7)                                                                                               | 5:1 | Alianza F.C. (1)                                                                                             | 8                              |
| (A) 2004                             | XX                             | Árabe Unido (7)                                                                                              | 1:0 | C.D. Plaza Amador (4)                                                                                        | 10                             |
| (C) 2004                             | XXI                            | Árabe Unido (8)                                                                                              | 6:4 | San Francisco F.C. (3)                                                                                       | 10                             |
| (A) 2005                             | XXII                           | C.D. Plaza Amador (5)                                                                                        | 3:1 | Árabe Unido (3)                                                                                              | 10                             |
| (C) 2005                             | XXIII                          | San Francisco F.C. (3)                                                                                       | 2:0 | Atlético Veragüense (1)                                                                                      | 10                             |
| (A) 2006                             | XXIV                           | San Francisco F.C. (4)                                                                                       | 3:0 | C.D. Plaza Amador (5)                                                                                        | 10                             |
| (C) 2006                             | XXV                            | Tauro F.C. (8)                                                                                               | 2:0 | Árabe Unido (4)                                                                                              | 10                             |
| (A) 2007                             | XXVI                           | Tauro F.C. (9)                                                                                               | 2:0 | San Francisco F.C. (4)                                                                                       | 10                             |
| (C) 2007                             | XXVII                          | San Francisco F.C. (5)                                                                                       | 0:0 (4:2 (pen.)                                                                                              | Árabe Unido (5)                                                                                              | 10                             |
| (A) 2008                             | XXVIII                         | San Francisco F.C. (6)                                                                                       | 3:1 (pró.)                                                                                                   | Tauro F.C. (6)                                                                                               | 10                             |
| (C) 2008                             | XXIX                           | Árabe Unido (9)                                                                                              | 3:2 (pró.)                                                                                                   | Tauro F.C. (7)                                                                                               | 10                             |
| (A) 2009                             | XXX                            | San Francisco F.C. (7)                                                                                       | 0:0 (5:4 pen.)                                                                                               | Chorrillo F.C. (1)                                                                                           | 10                             |
| Liga Panameña de Fútbol              |                                | | | |                                |
| (A) 2009                             | XXXI                           | Árabe Unido (10)                                                                                             | 3:2 | Tauro F.C. (8)                                                                                               | 10                             |
| (C) 2010                             | XXXII                          | Árabe Unido (11)                                                                                             | 1:0 | San Francisco F.C. (5)                                                                                       | 10                             |
| (A) 2010                             | XXXIII                         | Tauro F.C. (10)                                                                                              | 1:0 | San Francisco F.C. (6)                                                                                       | 10                             |
| (C) 2011                             | XXXIV                          | San Francisco F.C. (8)                                                                                       | 3:2 (pró.)                                                                                                   | Chorrillo F.C. (2)                                                                                           | 10                             |
| (A) 2011                             | XXXV                           | Chorrillo F.C. (1)                                                                                           | 4:1 | C.D. Plaza Amador (6)                                                                                        | 10                             |
| (C) 2012                             | XXXVI                          | Tauro F.C. (11)                                                                                              | 2:1 | Chepo F.C. (1)                                                                                               | 10                             |
| (A) 2012                             | XXXVII                         | Árabe Unido (12)                                                                                             | 4:1 | Chepo F.C. (2)                                                                                               | 10                             |
| (C) 2013                             | XXXVIII                        | Sporting SM (1)                                                                                              | 4:1 | San Francisco F.C. (7)                                                                                       | 10                             |
| (A) 2013                             | XXXIX                          | Tauro F.C. (12)                                                                                              | 1:0 | San Francisco F.C. (8)                                                                                       | 10                             |
| (C) 2014                             | XL                             | Chorrillo F.C. (2)                                                                                           | 1:0 | Río Abajo F.C. (1)                                                                                           | 10                             |
| (A) 2014                             | XLI                            | San Francisco F.C. (9)                                                                                       | 1:0 | Sporting SM (1)                                                                                              | 10                             |
| (C) 2015                             | XLII                           | Árabe Unido (13)                                                                                             | 2:1 | C.A. Independiente (1)                                                                                       | 10                             |
| (A) 2015                             | XLIII                          | Árabe Unido (14)                                                                                             | 1:1 (3:0 pen.)                                                                                               | Chorrillo F.C. (3)                                                                                           | 10                             |
| (C) 2016                             | XLIV                           | C.D. Plaza Amador (6)                                                                                        | 1:0 | Chorrillo F.C. (4)                                                                                           | 10                             |
| (A) 2016                             | XLV                            | Árabe Unido (15)                                                                                             | 2:0 | C.D. Plaza Amador (7)                                                                                        | 10                             |
| (C) 2017                             | XLVI                           | Tauro F.C. (13)                                                                                              | 1:0 | Árabe Unido (6)                                                                                              | 10                             |
| (A) 2017                             | XLVII                          | Chorrillo F.C. (3)                                                                                           | 5:1 | Árabe Unido (7)                                                                                              | 10                             |
| (C) 2018                             | XLVIII                         | C.A. Independiente (1)                                                                                       | 1:0 | Tauro F.C. (9)                                                                                               | 10                             |
| (A) 2018                             | XLIX                           | Tauro F.C (14)                                                                                               | 2:1 (pró.)                                                                                                   | Costa Del Este F.C. (1)                                                                                      | 10                             |
| (C) 2019                             | L                              | C.A. Independiente (2)                                                                                       | 1:1 (4:1 pen.)                                                                                               | San Francisco F.C. (9)                                                                                       | 10                             |
| (A) 2019                             | LI                             | Tauro F.C (15)                                                                                               | 2:0 | Costa Del Este F.C. (2)                                                                                      | 10                             |
| (A) 2020                             | LII                            | El torneo fue declarado desierto, debido a la cuarentena implementada por la Pandemia de COVID-19 en Panamá. | El torneo fue declarado desierto, debido a la cuarentena implementada por la Pandemia de COVID-19 en Panamá. | El torneo fue declarado desierto, debido a la cuarentena implementada por la Pandemia de COVID-19 en Panamá. | 10                             |
| (C) 2020                             | LIII                           | C.A. Independiente (3)                                                                                       | 3:1 | San Francisco F.C. (10)                                                                                      | 10                             |
| Campeonato de Primera División - LPF |                                | | | |                                |
| (A) 2021                             | LIV                            | C.D. Plaza Amador (7)                                                                                        | 2:1 | C.D. Universitario (1)                                                                                       | 12                             |
| (C) 2021                             | LV                             | Tauro F.C. (16)                                                                                              | 3:0 | Herrera F.C. (1)                                                                                             | 12                             |
| (A) 2022                             | LVI                            | Alianza F.C. (1)                                                                                             | 2:1 | Sporting S.M. (2)                                                                                            | 12                             |
| (C) 2022                             | LVII                           | C.A. Independiente (4)                                                                                       | 2:1 (pró.)                                                                                                   | C.D. Universitario (2)                                                                                       | 12                             |
| (A)2023                              | LVIII                          | C.A. Independiente (5)                                                                                       | 3:1 | Tauro F.C. (10)                                                                                              | 12                             |
| (C)2023                              | LVIX                           | C.A. Independiente (6)                                                                                       | 3:0 | Tauro F.C. (11)                                                                                              | 12                             |
| (A)2024                              | LX                             | Tauro F.C. (17)                                                                                              | 2:0 | C.D. Plaza Amador (8)                                                                                        | 12                             |
| (C)2024                              | LXI                            | C.A. Independiente (7)                                                                                       | 2:1 | C.D. Plaza Amador (9)                                                                                        | 12                             |
| (A)2025                              | LXII                           | C.D. Plaza Amador (8)                                                                                        | 6:0 | San Francisco F.C. (11)                                                                                      | 12                             |

## Títulos por club
| Club                 | Títulos | Subtítulos | Años campeón | Años subcampeón                                                                                    |
| -------------------- | ------- | ---------- | --- | -------------------------------------------------------------------------------------------------- |
| Tauro F.C.           | 17      | 11         | 1989, 1991, 1996-97, 1997-98, 1999-00, (A)2003, (C)2003, (C)2006, (A)2007, (A)2010, (C)2012, (A)2013, (C)2017, (A)2018, (A)2019, (C)2021, (A)2024. | 1990, 1994-95, 1998-99, 2000-01, (C)2002, (A)2008, (C)2008, (A)2009, (C)2018, (A)2023, (C)2023.    |
| C. D. Árabe Unido    | 15      | 7          | (Linfuna)1994, (Linfuna)1995, 1998-99, (A)2001, (C)2001, (A)2002, (A)2004, (C)2004, (C)2008, (A)2009, (C)2010, (A)2012, (C)2015, (A)2015, (A)2016. | 1997-98, (A)2003, (A)2005, (C)2006, (C)2007, (C)2017, (A)2017.                                     |
| San Francisco F.C.   | 9       | 11         | 1994-95, 1995-96, (C)2005, (A)2006, (C)2007, (A)2008, (A)2009, (C)2011, (A)2014.                                                                   | (A)2001, (A)2002, (C)2004, (A)2007, (C)2010, (A)2010, (C)2013, (A)2013, (C)2019, (C)2020, (A)2025. |
| C.D. Plaza Amador    | 8       | 9          | 1988, 1990, 1992, (C)2002, (A)2005, (C)2016, (A)2021, (A)2025.                                                                                     | 1995-96, 1999-00, (C)2001, (A)2004, (A)2006, (A)2011, (A)2016, (A)2024, (C)2024.                   |
| C.A. Independiente   | 7       | 1          | (C)2018, (C)2019, (C)2020, (C)2022, (A)2023, (C)2023, (C)2024.                                                                                     | (C)2015.                                                                                           |
| C.D. Universitario   | 3       | 6          | (A)2011, (C)2014, (A)2017. | (A)2009, (C)2011, (A)2015, (C)2016, (A)2021, (C)2022.                                              |
| AFC Euro Kickers†    | 1       | 2          | 1993. | 1991, 1996-97.                                                                                     |
| Sporting SM          | 1       | 2          | (C)2013. | (A)2014, (A)2022.                                                                                  |
| Alianza F.C.         | 1       | 1          | (A)2022. | (C)2003.                                                                                           |
| Panamá Viejo F.C.    | 1       | 0          | 2000-01. | |
| Potros del Este      | 0       | 2          | | (A)2018, (A)2019.                                                                                  |
| Chepo F.C.†          | 0       | 2          | | (C)2012, (A)2012.                                                                                  |
| La Previsora†        | 0       | 2          | | 1988, 1989.                                                                                        |
| Projusa†             | 0       | 2          | | 1993, (Linfuna)1995.                                                                               |
| Atlético Veragüense† | 0       | 1          | | (C)2005.                                                                                           |
| Río Abajo F.C.†      | 0       | 1          | | (C)2014.                                                                                           |
| Sporting Colón†      | 0       | 1          | | 1992.                                                                                              |
| Cosmos F.C.†         | 0       | 1          | | (Linfuna)1994.                                                                                     |
| Herrera F.C.         | 0       | 1          | | (C)2021.                                                                                           |

† Equipo desaparecido.

### Títulos por provincia
| Provincia    | Títulos | Títulos | Subtítulos | Subtítulos                                                                                                 |
| ------------ | ------- | --- | ---------- | --- |
| Panamá       | 31      | Tauro (17), Plaza Amador (7), Chorrillo (3), Sporting SM (1), Panamá Viejo (1), Euro Kickers (1)†, Alianza (1). | 26         | Tauro (11), Plaza Amador (9), Chorrillo (4), Euro Kickers (2)†, Sporting (2), Alianza (1), Río Abajo (1)†. |
| Panamá Oeste | 16      | San Francisco (9), Independiente (7).                                                                           | 13         | San Francisco (10), La Previsora (2)†, Independiente (1).                                                  |
| Colón        | 15      | Árabe Unido (15).                                                                                               | 8          | Árabe Unido (7), Sporting Colón (1)†.                                                                      |
| Panamá Este  | 0       | | 4          | Potros del Este (2), Chepo (2)†.                                                                           |
| Veraguas     | 0       | | 3          | Projusa (2)†, Atlético Veragüense (1)†.                                                                    |
| Coclé        | 0       | | 3          | Universitario (2), Cosmos (1)†.                                                                            |
| Herrera      | 0       | | 1          | Herrera (1).                                                                                               |

## Estadísticas individuales

### Goleadores
| Torneo   | Jugador                                               | Equipo                                                | Goles                                                 |
| -------- | ----------------------------------------------------- | ----------------------------------------------------- | ----------------------------------------------------- |
| 1988     | Miguel Tello                                          | CD Plaza Amador                                       | 13                                                    |
| 1989     | Alonso Pacheco                                        | Deportivo La Previsora                                | 18                                                    |
| 1990     | José Ardines                                          | AFC Euro Kickers                                      | 26                                                    |
| 1991     | José Ardines                                          | AFC Euro Kickers                                      | 13                                                    |
| 1992     | José Ardines                                          | AFC Euro Kickers                                      | 20                                                    |
| 1993     | José Ardines                                          | AFC Euro Kickers                                      | 12                                                    |
| 1994-95  | José Ardines                                          | AFC Euro Kickers                                      | 20                                                    |
| 1995-96  | José Ardines                                          | AFC Euro Kickers                                      | 25                                                    |
| 1996-97  | Patricio Guevara                                      | Tauro FC                                              | 22                                                    |
| 1997-98  | Luis Calamaris                                        | San Francisco FC                                      | 21                                                    |
| 1998-99  | Luis Calamaris                                        | San Francisco FC                                      | 18                                                    |
| 1999-00  | René Mendieta                                         | Tauro FC                                              | 15                                                    |
| 2000-01  | Luis Parra Alberto Cerezo                             | Tauro FC CD Árabe Unido                               | 16                                                    |
| 2001 (a) | Ricardo Phillips                                      | Panamá Viejo FC                                       | 13                                                    |
| 2001 (c) | Roberto Brown                                         | San Francisco FC                                      | 13                                                    |
| 2002 (a) | Gabriel de los Ríos                                   | Alianza FC                                            | 7                                                     |
| 2002 (c) | Anel Canales                                          | Tauro FC                                              | 10                                                    |
| 2003 (a) | Anel Canales                                          | San Francisco FC                                      | 11                                                    |
| 2003 (c) | Héctor Nazarith Wilson Zúñiga                         | Tauro FC Alianza FC                                   | 9                                                     |
| 2004 (a) | Jorge Dely Valdés                                     | CD Árabe Unido                                        | 12                                                    |
| 2004 (c) | Alberto Zapata Víctor René Mendieta Jr.               | Alianza FC San Francisco FC                           | 16                                                    |
| 2005 (a) | Jorge Dely Valdés                                     | CD Árabe Unido                                        | 11                                                    |
| 2005 (c) | Jorge Dely Valdés                                     | CD Árabe Unido                                        | 13                                                    |
| 2006 (a) | Luis Tejada                                           | CD Plaza Amador                                       | 11                                                    |
| 2006 (c) | César Medina                                          | Alianza FC                                            | 12                                                    |
| 2007 (a) | Edwin Aguilar                                         | Tauro FC                                              | 14                                                    |
| 2007 (c) | Gabriel Torres Orlando Rodríguez                      | Chepo FC CD Árabe Unido                               | 9                                                     |
| 2008 (a) | César Medina                                          | Alianza FC                                            | 12                                                    |
| 2008 (c) | Orlando Rodríguez                                     | CD Árabe Unido                                        | 14                                                    |
| 2009 (a) | Edwin Aguilar                                         | Tauro FC                                              | 17                                                    |
| 2009 (a) | Armando Polo                                          | Sporting San Miguelito                                | 12                                                    |
| 2010 (c) | Johan De Ávila                                        | San Francisco FC                                      | 10                                                    |
| 2010 (a) | Gabriel Ríos                                          | Atlético Chiriquí                                     | 8                                                     |
| 2011 (c) | Boris Alfaro Brunet Hay                               | San Francisco FC Sporting San Miguelito               | 9                                                     |
| 2011 (a) | César Medina Delano Welch                             | Alianza FC Chepo FC                                   | 8                                                     |
| 2012 (c) | Luis Gabriel Renteria                                 | Tauro FC                                              | 11                                                    |
| 2012 (a) | Jorman Aguilar                                        | Río Abajo FC                                          | 10                                                    |
| 2013 (c) | Ricardo Clarke                                        | Sporting San Miguelito                                | 10                                                    |
| 2013 (a) | Ernesto Sinclair                                      | CA Independiente                                      | 8                                                     |
| 2014 (c) | Carlos Small                                          | Sporting San Miguelito                                | 10                                                    |
| 2014 (a) | José González Yairo Yau                               | Deportivo Árabe Unido Sporting San Miguelito          | 8                                                     |
| 2015 (c) | Johnny Ruíz                                           | San Francisco FC                                      | 10                                                    |
| 2015 (a) | Sergio Moreno Armando Polo                            | Chorrillo FC Deportivo Árabe Unido                    | 9                                                     |
| 2016 (c) | Manuel Murillo                                        | SD Atlético Nacional                                  | 10                                                    |
| 2016 (a) | Enrico Small                                          | Deportivo Árabe Unido                                 | 16                                                    |
| 2017 (c) | Jorlian Sánchez                                       | Sporting San Miguelito                                | 8                                                     |
| 2017 (a) | Rolando Blackburn                                     | Chorrillo FC                                          | 11                                                    |
| 2018 (c) | José Fajardo                                          | CA Independiente                                      | 15                                                    |
| 2018 (a) | Edwin Aguilar                                         | Tauro FC                                              | 10                                                    |
| 2019 (c) | Cristian Zúñiga Enrico Small                          | San Francisco FC Tauro FC                             | 10                                                    |
| 2019 (a) | Cristian Zúñiga Valentín Pimentel                     | San Francisco FC Costa del Este FC                    | 7                                                     |
| 2020 (a) | Declarado desierto debido a la pandemia del COVID-19. | Declarado desierto debido a la pandemia del COVID-19. | Declarado desierto debido a la pandemia del COVID-19. |
| 2020 (c) | Alfredo Stephens                                      | CA Independiente                                      | 8                                                     |
| 2021 (a) | Jair Catuy                                            | CD Universitario                                      | 11                                                    |
| 2021 (c) | Ismael Díaz                                           | Tauro FC                                              | 10                                                    |
| 2022 (a) | Edgar Aparicio                                        | Atlético Chiriquí                                     | 9                                                     |
| 2022 (c) | Joseph Cox                                            | CD Universitario                                      | 13                                                    |
| 2023 (a) | Ronaldo Córdoba                                       | Herrera FC                                            | 16                                                    |
| 2023 (c) | Víctor Ávila                                          | CA Independiente                                      | 13                                                    |
| 2024 (A) | Yilton Díaz                                           | Tauro FC                                              | 9                                                     |
| 2024 (C) | Davis Contreras                                       | CA Independiente                                      | 12                                                    |

### Guardameta menos vencido
| Torneo   | Jugador                                               | Equipo                                                |
| -------- | ----------------------------------------------------- | ----------------------------------------------------- |
| 2009 (a) | William Negrete                                       | San Francisco FC                                      |
| 2009 (a) | Carlos Bejarano                                       | CD Árabe Unido                                        |
| 2010 (c) | William Negrete                                       | San Francisco FC                                      |
| 2010 (a) | Varcan Sterling                                       | Tauro FC                                              |
| 2011 (c) | Diego Mosquera                                        | Chorrillo FC                                          |
| 2011 (a) | José Calderón                                         | Chepo FC                                              |
| 2012 (c) | José Calderón                                         | Chepo FC                                              |
| 2012 (a) | Álex Rodríguez                                        | Sporting San Miguelito                                |
| 2013 (c) | Álex Rodríguez                                        | Sporting San Miguelito                                |
| 2013 (a) | Carlos Valdés                                         | Chepo FC                                              |
| 2014 (c) | Vladimir Vargas                                       | CD Plaza Amador                                       |
| 2014 (a) | Junior Torres                                         | Chorrillo FC                                          |
| 2015 (c) | Miguel Lloyd                                          | CD Árabe Unido                                        |
| 2015 (a) | Miguel Lloyd                                          | CD Árabe Unido                                        |
| 2016 (c) | Eric Hughes                                           | CD Plaza Amador                                       |
| 2016 (a) | Óscar McFarlane                                       | Tauro FC                                              |
| 2017 (c) | José Cubilla                                          | Atlético Veragüense                                   |
| 2017 (a) | Miguel Lloyd                                          | CD Árabe Unido                                        |
| 2018 (c) | Álex Rodríguez                                        | San Francisco FC                                      |
| 2018 (a) | Samuel Castañeda                                      | Alianza FC                                            |
| 2019 (c) | Eric Hughes                                           | CD Plaza Amador                                       |
| 2019 (a) | Marcos Allen                                          | CD Plaza Amador                                       |
| 2020 (a) | Declarado desierto debido a la pandemia del COVID-19. | Declarado desierto debido a la pandemia del COVID-19. |
| 2020 (c) | José Guerra                                           | CA Independiente                                      |
| 2021 (a) | Jaime De Gracia                                       | CD Plaza Amador                                       |
| 2021 (c) | Eric Hughes                                           | Tauro FC                                              |
| 2022 (a) | Kevin Melgar                                          | Alianza FC                                            |
| 2022 (c) | César Samudio                                         | CA Independiente                                      |
| 2023 (a) | Edgardo Alexander                                     | CD Árabe Unido                                        |
| 2023 (c) | Samuel Castañeda                                      | San Francisco FC                                      |
| 2024 (a) | Álex Rodríguez                                        | Tauro FC                                              |
| 2024 (C) | Kevin Mosquera                                        | Sporting San Miguelito                                |

### Jugador más valioso
| Torneo   | Jugador                                               | Equipo                                                |
| -------- | ----------------------------------------------------- | ----------------------------------------------------- |
| 1988     | Miguel Tello                                          | CD Plaza Amador                                       |
| 1989     | Franklin Morocho Delgado                              | CD Pan de Azúcar                                      |
| 1990     | José Ardines                                          | AFC Euro Kickers                                      |
| 1991     | Pércival Piggott                                      | Tauro FC                                              |
| 1992     | Agustín Castillo                                      | San Francisco FC                                      |
| 1993     | José Ardines                                          | AFC Euro Kickers                                      |
| 1994-95  | Oberto Lynch                                          | San Francisco FC                                      |
| 1995-96  | Oriel Radamés Ávila                                   | CD Pan de Azúcar                                      |
| 1996-97  | Patricio Guevara                                      | Tauro FC                                              |
| 1997-98  | Rubén Tátara Guevara                                  | Tauro FC                                              |
| 1998-99  | Luis Calamaris                                        | San Francisco FC                                      |
| 1999-00  | Ricardo Phillips                                      | Panamá Viejo FC                                       |
| 2014 (a) | Yairo Yau                                             | Sporting San Miguelito                                |
| 2015 (c) | Renán Addles                                          | CD Árabe Unido                                        |
| 2016 (c) | Eric Hughes                                           | CD Plaza Amador                                       |
| 2017 (c) | Armando Polo                                          | CD Árabe Unido                                        |
| 2017 (a) | Rolando Blackburn                                     | Chorrillo FC                                          |
| 2018 (c) | José Fajardo                                          | CA Independiente                                      |
| 2018 (a) | Jesús González                                        | Tauro FC                                              |
| 2019 (c) | Manuel Torres                                         | CA Independiente                                      |
| 2019 (a) | Orlando Mosquera                                      | Tauro FC                                              |
| 2020 (a) | Declarado desierto debido a la pandemia del COVID-19. | Declarado desierto debido a la pandemia del COVID-19. |
| 2020 (c) | Alfredo Stephens                                      | CA Independiente                                      |
| 2021(a)  | Ricardo Buitrago                                      | CD Plaza Amador                                       |
| 2021 (c) | Ismael Díaz                                           | Tauro FC                                              |
| 2022 (a) | Gabriel Chiari                                        | Alianza FC                                            |
| 2022 (c) | César Samudio                                         | CA Independiente                                      |
| 2023 (a) | Ronaldo Córdoba                                       | Herrera FC                                            |
| 2023 (c) | Víctor Ávila                                          | CA Independiente                                      |
| 2024 (A) | Omar Browne                                           | Tauro FC                                              |
| 2024 (c) | Davis Contreras                                       | CA Independiente                                      |

- El jugador más valioso es un premio que se otorgó en sus primeras 12 temporadas: desde 1988 hasta la de 1999-00. Luego se reactivó en el Apertura 2014. Para el LPF Apertura 2015 no se entregó este reconocimiento.[18]
- El premio se volvió a otorgar nuevamente en el LPF Clausura 2016.

### Directores campeones por temporada
| Temporada                     | Entrenador                                           | Equipo                                               |
| ----------------------------- | ---------------------------------------------------- | ---------------------------------------------------- |
| 1988                          | Carlos Collazos                                      | CD Plaza Amador                                      |
| 1989                          | Miguel Ángel Mansilla                                | Tauro FC                                             |
| 1990                          | Milton Palacios                                      | CD Plaza Amador                                      |
| 1991                          | Miguel Ángel Mansilla                                | Tauro FC                                             |
| 1992                          | Carlos Collazos                                      | CD Plaza Amador                                      |
| 1993                          | Orlando Muñoz                                        | AFC Euro Kickers                                     |
| 1994-95                       | Leopoldo Lee                                         | San Francisco FC                                     |
| 1995-96                       | Leopoldo Lee                                         | San Francisco FC                                     |
| 1996-97                       | Miguel Ángel Mansilla                                | Tauro FC                                             |
| 1997-98                       | Miguel Ángel Mansilla                                | Tauro FC                                             |
| 1998-99                       | Eliazar Herrera                                      | CD Árabe Unido                                       |
| 1999-00                       | Alfredo Poyatos                                      | Tauro FC                                             |
| 2000-01                       | Gary Stempel                                         | Panamá Viejo FC                                      |
| 2001 (a), 2001 (c) y 2002 (a) | Richard Parra                                        | Deportivo Árabe Unido                                |
| 2002 (c)                      | Sergio Giovagnolli                                   | CD Plaza Amador                                      |
| 2003 (a) y (c)                | Gonzalo Soto                                         | Tauro FC                                             |
| 2004 (a) y (c)                | Julio Gómez                                          | Deportivo Árabe Unido                                |
| 2005 (a)                      | Fernando Bolívar                                     | CD Plaza Amador                                      |
| (c) y 2006 (a)                | Gary Stempel                                         | San Francisco FC                                     |
| (c) y 2007 (a)                | Miguel Ángel Mansilla                                | Tauro FC                                             |
| 2007 (c)                      | Gary Stempel                                         | San Francisco FC                                     |
| 2008 (a)                      | Gary Stempel                                         | San Francisco FC                                     |
| 2008 (c)                      | Richard Parra                                        | Deportivo Árabe Unido                                |
| 2009 (a)                      | Rúben Guevara                                        | San Francisco FC                                     |
| 2009 (a)                      | Richard Parra                                        | Deportivo Árabe Unido                                |
| 2010 (c)                      | Richard Parra                                        | Deportivo Árabe Unido                                |
| 2010 (a)                      | Juan Carlos Cubillas                                 | Tauro FC                                             |
| 2011 (c)                      | Leonardo Pipino                                      | San Francisco FC                                     |
| 2011 (a)                      | Miguel Ángel Mansilla                                | Chorrillo FC                                         |
| 2012 (c)                      | Sergio Angulo                                        | Tauro FC                                             |
| 2012 (a)                      | Jair Palacios                                        | Deportivo Árabe Unido                                |
| 2013 (c)                      | José Anthony Torres                                  | Sporting San Miguelito                               |
| 2013 (a)                      | Rolando Palma                                        | Tauro FC                                             |
| 2014 (c)                      | Julio Medina III                                     | Chorrillo FC                                         |
| 2014 (a)                      | Gary Stempel                                         | San Francisco FC                                     |
| 2015 (c)                      | Sergio Guzmán                                        | Deportivo Árabe Unido                                |
| 2015 (a)                      | Sergio Guzmán                                        | Deportivo Árabe Unido                                |
| 2016 (c)                      | Jair Palacios                                        | CD Plaza Amador                                      |
| 2016 (a)                      | Sergio Guzmán                                        | Deportivo Árabe Unido                                |
| 2017 (c)                      | Rolando Palma                                        | Tauro FC                                             |
| 2017 (a)                      | Richard Parra                                        | Chorrillo FC                                         |
| 2018 (c)                      | Donaldo González                                     | CA Independiente                                     |
| 2018 (a)                      | Saúl Maldonado                                       | Tauro FC                                             |
| 2019 (c)                      | Francisco Perlo                                      | CA Independiente                                     |
| 2019 (a)                      | Saúl Maldonado                                       | Tauro FC                                             |
| 2020 (a)                      | Declarado desierto debido a la pandemia del COVID-19 | Declarado desierto debido a la pandemia del COVID-19 |
| 2020 (c)                      | Francisco Perlo                                      | CA Independiente                                     |
| 2021 (a)                      | Jorge Dely Valdés                                    | CD Plaza Amador                                      |
| 2021 (c)                      | Enrique García                                       | Tauro FC                                             |
| 2022 (a)                      | Jair Palacios                                        | Alianza FC                                           |
| 2022 (c)                      | Franklin Narváez                                     | CA Independiente                                     |
| 2023 (A)                      | Franklin Narváez                                     | CA Independiente                                     |
| 2023 (c)                      | Franklin Narváez                                     | CA Independiente                                     |
| 2024 (A)                      | Felipe Baloy                                         | Tauro FC                                             |
| 2024 (c)                      | Franklin Narváez                                     | CA Independiente                                     |

### Campeón único por año
| Temporada | Campeón          | Subcampeón       |
| --------- | ---------------- | ---------------- |
| 2001      | CD Árabe Unido   | No se define *   |
| 2002      | CD Plaza Amador  | CD Árabe Unido   |
| 2003      | Tauro FC         | No se define *   |
| 2004      | CD Árabe Unido   | No se define *   |
| 2005      | CD Plaza Amador  | San Francisco FC |
| 2006      | San Francisco FC | Tauro FC         |

 Nota:
- [*] El equipo campeón ganó el torneo Apertura & Clausura de ese año.

### Campeones de la Linfuna
| Temporada | Campeón        | Subcampeón  |
| --------- | -------------- | ----------- |
| 1994      | CD Árabe Unido | Cosmos F.C. |
| 1995      | CD Árabe Unido | Projusa FC  |

### Jugadores con más goles
| N.º | Jugador            | País   | Goles |
| --- | ------------------ | ------ | ----- |
| 1   | José Ardines       | Panamá | 197   |
| 2   | César Medina       | Panamá | 170   |
| 3   | Edwin Aguilar      | Panamá | 136   |
| 4   | Johnny Ruiz        | Panamá | 97    |
| 5   | Víctor Mendieta Jr | Panamá | 94    |
| 6   | Orlando Rodríguez  | Panamá | 92    |
| 7   | Enrico Small       | Panamá | 87    |
| 8   | José Justavino     | Panamá | 78    |
| 9   | Armando Polo       | Panamá | 76    |
| 10  | Alberto Cerezo     | Panamá | 72    |
| 11  | Luis Calamaris     | Panamá | '     |

Actualizado al 10 de septiembre de 2021.

### Mayores goleadas de la historia
| N.º | Partido                                             | Fecha                    |
| --- | --------------------------------------------------- | ------------------------ |
| 1   | CD Pan de Azúcar 13 - 0 Independiente Santa Fe      | 16 de septiembre de 1990 |
| 2   | AFC Euro Kickers 13 - 2 F.C. Ejecutivo Jr           | 20 de diciembre de 1997  |
| 3   | AFC Euro Kickers 11 - 0 Independiente Santa Fe      | julio de 1990            |
| 4   | Herrera FC 9 - 0 Atlético Chiriquí                  | 29 de octubre de 2023    |
| 5   | Deportivo La Previsora 8 - 1 Independiente Santa Fe | 1990                     |
| 5   | Árabe Unido 8 - 1 Atlético Chiriquí                 | 23 de agosto de 2015     |
| 6   | Sporting San Miguelito 7 - 0 Alianza FC             | 15 de noviembre de 2009  |
| 7   | AFC Euro Kickers 7 - 1 CD Unión                     | 1990                     |
| 7   | Tauro FC 7 - 1 CD Plaza Amador                      | 13 de mayo de 2009       |
| 7   | San Francisco FC 7 - 1 Atlético Veragüense          | 22 de enero de 2010      |
| 8   | AFC Euro Kickers 7 - 2 Independiente Santa Fe       | 1990                     |

## Clasificación histórica
Actualizado al Torneo Apertura 2025. 
| Pos. | Equipo                          | Pts. | PJ   | G   | E   | P   | GF   | GC   | Dif. | Clasificación |
| ---- | ------------------------------- | ---- | ---- | --- | --- | --- | ---- | ---- | ---- | ------------- |
| 1    | Tauro F. C.                     | 2021 | 1193 | 559 | 344 | 290 | 1781 | 1196 | +585 | Liga LPF      |
| 2    | Árabe Unido                     | 1710 | 1050 | 466 | 312 | 272 | 1437 | 1011 | +426 | Liga LPF      |
| 3    | C. D. Plaza Amador              | 1691 | 1154 | 446 | 353 | 355 | 1476 | 1296 | +180 | Liga LPF      |
| 4    | San Francisco F. C.             | 1643 | 1069 | 445 | 308 | 316 | 1462 | 1140 | +322 | Liga LPF      |
| 5    | Sporting SM                     | 1140 | 900  | 292 | 264 | 344 | 1027 | 1111 | −84  | Liga LPF      |
| 6    | Alianza F. C.                   | 1100 | 939  | 284 | 248 | 407 | 1028 | 1272 | −244 | Liga LPF      |
| 7    | Chorrillo F.C.                  | 959  | 660  | 244 | 227 | 189 | 834  | 716  | +118 | Liga Prom     |
| 8    | Atlético Chiriquí†              | 549  | 508  | 131 | 156 | 221 | 529  | 761  | −232 |               |
| 9    | C. A. Independiente             | 494  | 324  | 138 | 80  | 106 | 429  | 352  | +77  | Liga LPF      |
| 10   | Chepo F.C.†                     | 458  | 349  | 119 | 101 | 129 | 414  | 413  | +1   |               |
| 11   | AFC Euro Kickers†               | 414  | 291  | 107 | 93  | 91  | 482  | 382  | +100 |               |
| 12   | Atlético Veragüense†            | 413  | 395  | 103 | 104 | 188 | 420  | 650  | −230 |               |
| 13   | Panamá Viejo                    | 338  | 265  | 85  | 83  | 97  | 353  | 395  | −42  | Lidifutpa     |
| 14   | S. D. Atlético Nacional         | 303  | 270  | 76  | 75  | 119 | 282  | 380  | −98  | Liga LPF      |
| 15   | Potros del Este                 | 289  | 224  | 69  | 82  | 73  | 258  | 260  | −2   | Liga Prom     |
| 16   | C. D. Pan de Azúcar             | 276  | 255  | 64  | 84  | 107 | 325  | 417  | −92  | Lidifutpa     |
| 17   | C. D. Universitario             | 237  | 190  | 62  | 51  | 77  | 215  | 262  | −47  | Liga LPF      |
| 18   | Herrera F. C.                   | 166  | 128  | 39  | 49  | 40  | 162  | 152  | +10  | Liga LPF      |
| 19   | Projusa†                        | 146  | 142  | 36  | 38  | 68  | 169  | 229  | −60  |               |
| 20   | Chiriquí F. C.†                 | 142  | 145  | 34  | 40  | 71  | 150  | 240  | −90  |               |
| 21   | Santa Gema F. C.†               | 101  | 108  | 22  | 35  | 51  | 81   | 139  | −58  |               |
| 22   | Río Abajo F. C.†                | 100  | 77   | 26  | 22  | 29  | 86   | 92   | −6   |               |
| 23   | Deportivo La Previsora†         | 90   | 54   | 23  | 21  | 10  | 164  | 113  | +51  |               |
| 24   | DIM Balboa†                     | 73   | 38   | 20  | 13  | 5   | 78   | 32   | +46  |               |
| 25   | Deportivo Perú†                 | 72   | 57   | 19  | 15  | 23  | 98   | 105  | −7   |               |
| 26   | Umecit F. C.                    | 71   | 64   | 18  | 17  | 29  | 57   | 67   | −10  | Liga LPF      |
| 27   | Sporting Colón†                 | 59   | 48   | 16  | 11  | 21  | 78   | 77   | +1   |               |
| 28   | Veraguas United F. C.           | 56   | 64   | 12  | 20  | 32  | 69   | 97   | −28  | Liga LPF      |
| 29   | Veraguas C. D.†                 | 45   | 32   | 11  | 12  | 9   | 32   | 37   | −5   |               |
| 30   | Ejecutivo Jrs.†                 | 44   | 45   | 9   | 17  | 19  | 51   | 75   | −24  |               |
| 31   | Independiente Santa Fe†         | 42   | 66   | 9   | 15  | 42  | 59   | 193  | −134 |               |
| 32   | Vista Alegre F. C.†             | 41   | 35   | 10  | 11  | 14  | 50   | 63   | −13  |               |
| 33   | Cosmos F. C.                    | 39   | 44   | 9   | 12  | 23  | 36   | 70   | −34  | LFN           |
| 34   | Colón River F. C.†              | 34   | 54   | 8   | 10  | 36  | 55   | 123  | −68  |               |
| 35   | Independiente Puerto Armuelles† | 31   | 32   | 7   | 10  | 15  | 33   | 59   | −26  |               |
| 36   | Colón C-3 F. C.†                | 29   | 17   | 6   | 11  | 0   | 29   | 52   | −23  |               |
| 37   | Cruz Azul†                      | 26   | 19   | 6   | 8   | 5   | 21   | 21   | 0    |               |
| 38   | C. D. Unión†                    | 20   | 22   | 5   | 5   | 12  | 58   | 120  | −62  |               |
| 39   | C. D. Tulihueca†                | 19   | 15   | 4   | 7   | 4   | 31   | 54   | −23  |               |
| 40   | Concordia F. C.†                | 18   | 15   | 5   | 3   | 7   | 21   | 30   | −9   |               |
| 41   | Deportivo M&M†                  | 17   | 19   | 4   | 5   | 10  | 35   | 59   | −24  |               |
| 42   | Altamira F.C.†                  | 15   | 17   | 3   | 6   | 8   | 18   | 27   | −9   |               |
| 43   | Río Mar F.C.†                   | 13   | 13   | 3   | 4   | 6   | 15   | 31   | −16  |               |
| 44   | AEK Orión Municipal             | 10   | 27   | 2   | 4   | 21  | 24   | 81   | −57  | Lidifutpa     |
| 45   | Atlético Municipal Colón†       | 7    | 18   | 1   | 4   | 13  | 17   | 38   | −21  |               |
| 46   | Chirilanco F.C.†                | 1    | 15   | 0   | 1   | 14  | 9    | 55   | −46  |               |

 Fuente: [Mauricio Wieder]
- Cursiva: Equipo Desaparecido.

## Datos claves

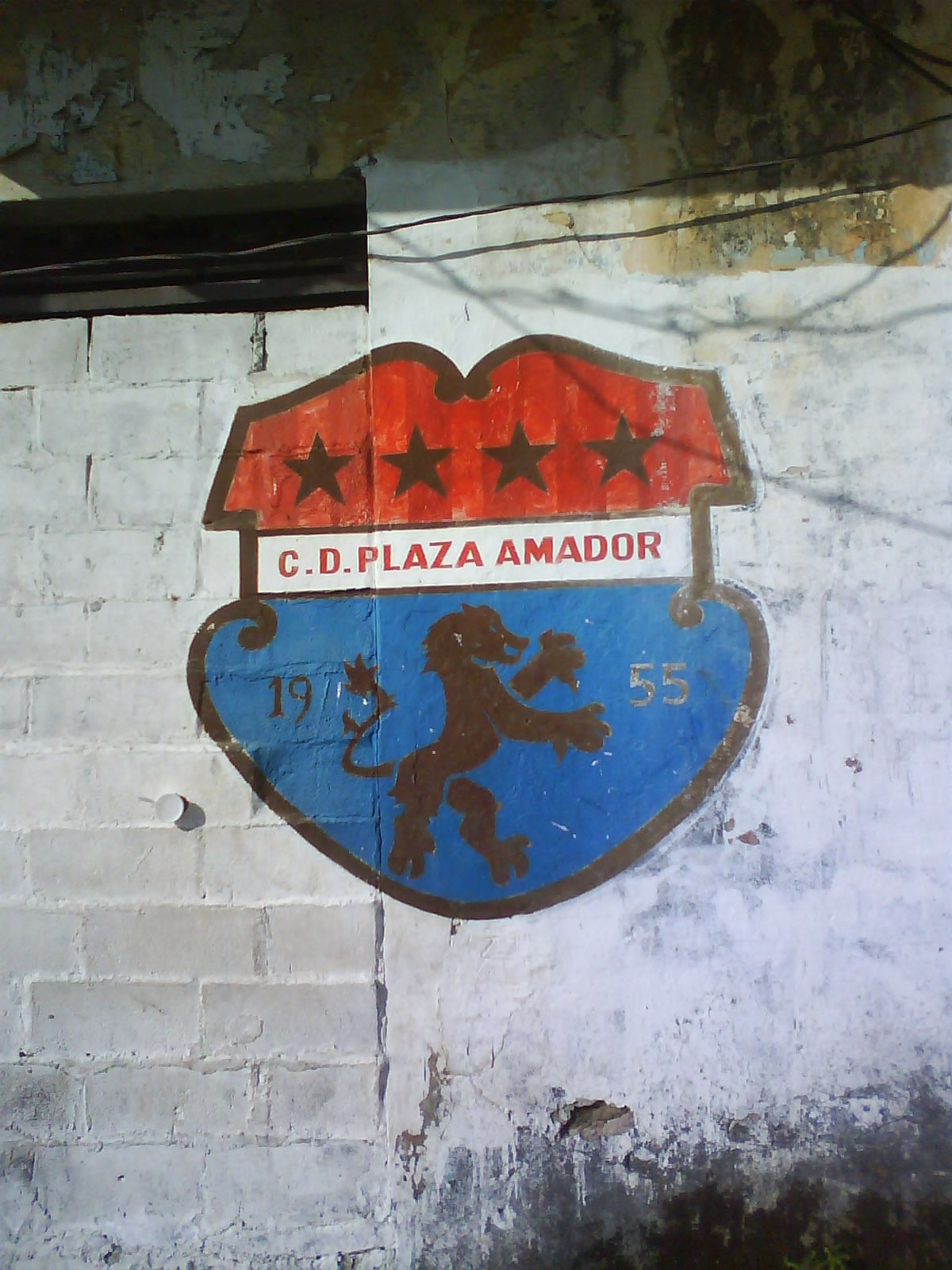
Escudo del Club Deportivo Plaza Amador pintado en la Plaza Amador, Ciudad de Panamá.

- Esta liga tiene 37 años, fue fundada el 13 de enero de 1988.
- Los equipos fundadores fueron: CD Plaza Amador (Los Leones), Deportivo La Previsora (actual San Francisco), Tauro (Las Vaquitas),  Eurokickers, Deportivo Perú y Chiriland Co. de Bocas del Toro.
- El primer partido fue jugado entre el Tauro Fútbol Club y el CD Plaza Amador, quedando empatado un gol por bando.
- Casi todos los estadios utilizado en la Liga Panameña de Fútbol son de grama sintética a excepción del Estadio Rommel Fernández y Estadio Universidad Latina que son natural.
- El club más antiguo que juega en la LPF es el CD Plaza Amador, fundado en 1955 y el más joven sería el Colón C-3 que se creó en 2010 como parte del proyecto de expansión de la Liga Nacional de Ascenso para la temporada 2010-11. Posteriormente el club más joven sería el CD Universitario fundado en 2018 y anteriormente conocido como Chorrillo FC.
- El 18 de junio de 1995 se realiza la primera transmisión del fútbol de la ANAPROF con el partido San Francisco FC vs Tauro FC desde el Estadio Rommel Fernández.
- Los equipos con más finales perdidas son: el Tauro FC y el San Francisco FC con 11 respectivamente, el Tauro también es el que ha participado en más finales con 28.
- El máximo anotador de todo los tiempos es José Ardines que en seis campeonatos consecutivos de la Anaprof, entre las temporadas de 1990 y la de 1995-96, con el AFC Euro Kickers, llegó a marcar 191 goles en 12 temporadas.
- Entre los 10 goleadores históricos de lo que fue la Anaprof (1988-2009) se pueden mencionar:

José Ardines, Rubén Guevara, Abad Abrego, Patricio Guevara, Neftalí Díaz, Carlos Maldonado, Rolando Botello, Agustín Castillo, Hernán Lorenzo, Luis Calamaris.
- La final de la temporada 1995-96, fue presenciada por más de 20 000 espectadores, que abarrotaron las gradas del Estadio Rommel Fernández, la mayor hasta la LPF Clausura 2010 en la que asistieron más 23 mil espectadores.
- Los únicos equipos que han disputado todos los torneos desde 1988 son: el CD Plaza Amador, el Tauro FC y el San Francisco FC antes conocido como Deportivo la Previsora.
- Este torneo se llamó Asociación Nacional Pro Fútbol o Anaprof, hasta el Torneo Apertura 2009. Luego pasó a llamarse como se le conoce actualmente como Liga Panameña de Fútbol en el torneo siguiente, que también sería llamado Apertura.
- A la par que el torneo profesional se juega el torneo reserva, que se refiere a los equipos de base organizados por los clubes de fútbol profesionales, con la metas de prepararlos y que en algún momentos llegar a la categoría absoluta. los partidos se juegan los mismos días que en la profesional.
- Primer jugador expulsado: Alfredo Poyatos del Tauro FC el 26 de febrero de 1988 (Poyatos empujó al árbitro central del encuentro, James Holder).
- Primer jugador en anotar dos goles en un encuentro: Braulio Cuero del AFC Euro Kickers el 28 de febrero de 1988.
- Primer auto gol: realizado por David Sosa del Deportivo La Previsora el 28 de febrero de 1988 ante el AFC Euro Kickers.
- Primera goleada: se la propina el Deportivo La Previsora al Chiriland Co. (Bocas del Toro) de 8 goles a 0.
- Mayor cantidad de goles marcados por un jugador en un partido: José Ardines (11 goles), AFC Euro Kickers 13-2 Ejecutivo Jrs en 1997.
- Jugador más joven en debutar:

- 1.  Reymundo Williams (15 años, 2 meses, 29 días). 
- Club del debut: Costa del Este FC. 
- Día del debut: 6 de abril de 2019.

- 2.  Ismael Díaz (15 años, 3 meses, 22 días). 
- Club del debut: Tauro FC.

- 3.  Blas Pérez Hijo (15 años, 6 meses, 17 días). 
- Club del debut: CD Plaza Amador. 
-Día del debut: 8 de mayo de 2021.

- Jugador más veterano en debutar:

- 1.  Míchel Salgado (42 años). 
- Club del debut: Atlético Independiente. 
- Día del debut: 29 de abril de 2018.

- Goles más rápidos en la historia de la Liga:

- 1.  Gabriel Torres (Sporting San Miguelito), a los 9 segundos vs Deportivo Árabe Unido en la Jornada 15 del Torneo Apertura 2024.
- 2.  Richard Rodríguez (San Francisco FC), a las 12 segundos vs Río Abajo FC en la Jornada 16 del Torneo Clausura 2014.

## Comisionados
- Mario Corro (2021-2022)
- Giorgio Famiglietti (2022-2026)